# Personaggi di Grand Theft Auto V
Questa voce presenta i personaggi di Grand Theft Auto V, videogioco della Rockstar Games e Rockstar North.
Il giocatore impersona tre personaggi, cosa del tutto nuova rispetto ai precedenti capitoli. 
Essi sono: Michael De Santa, Franklin Clinton e Trevor Philips. 
Oltre a loro sono presenti molti altri personaggi e diversi DJ che hanno prestato la loro voce per le radio presenti nel gioco. Tali DJ sono West Coast Classics - DJ Pooh, Big Boy, Kenny Loggins, Cara Delevingne, Mama G (Pam Grier), Jesco White, Soulwax, Bootsy Collins, Nate Williams, Stephen Pope, Keith Morris, Lee "Scratch" Perry, Don Cheto and Camilo Lara, Gilles Peterson, Twin Shadow e Flying Lotus. Sono presenti inoltre numerose Talk Radio.
Come per il cast di GTA 4, non sono presenti voci di celebrità particolarmente conosciute. 

I tre protagonisti sono doppiati da Ned Luke, Shawn Fonteno e Steven Ogg. 
Lazlow Jones appare inoltre come personaggio nel gioco.

## Protagonisti

### Michael De Santa
Michael De Santa è il nome di copertura di Michael Townley, un famigerato rapinatore di banche attualmente in "pensione", poiché soggetto al programma protezione testimoni dell'FIB (l'FBI del gioco), dopo il patteggiamento con i federali che ha permesso loro di incastrare la sua vecchia banda di rapinatori. 
Il suo programma protezione testimoni ha caratteristiche atipiche: una di esse è che a Michael è stato concesso di vivere con la propria famiglia in una lussuosa villa a Rockford Hills (controparte della reale Beverly Hills). 
Si scoprirà nel corso della storia che, per ottenere tali privilegi, Michael versa regolarmente una certa somma di denaro sul conto di Dave Norton, agente dell'FIB.  Michael in passato viveva nel North Yankton, una non specificata località caratterizzata dal brutto tempo e dalle nevicate che sembra trovarsi al confine con il Canada. A causa di un'infanzia difficile, Michael aveva avuto poche opportunità di lavorare onestamente ed aveva iniziato una carriera come ladro, diventando piuttosto bravo, al punto da architettare le sue rapine e da formare una vera e propria squadra di collaboratori e amici. Tra questi, aveva stretto un forte rapporto di amicizia con Trevor Philips. 
Altro membro della squadra era Bradley Snider, un rapinatore locale. 
Dopo essersi innamorato di una spogliarellista che era poi divenuta sua moglie, Michael avrebbe messo su famiglia avendo due figli; ciò gli aveva dato la spinta decisiva a chiudere con la vita da rapinatore per offrire loro una vita serena. Secondo il piano concordato con l'FIB, avrebbe tradito i propri complici e finto la propria morte; il piano tuttavia fallisce in parte: Brad viene ucciso mentre Trevor riesce a scappare. Michael e la sua famiglia sono così costretti alla latitanza e vengono incorporati in un informale programma protezione testimoni dell'FIB mentre nei notiziari vengono dichiarate la morte di Michael e l'incarcerazione di Brad; il cognome dei Townley viene quindi cambiato in De Santa. Durante i primi tempi di permanenza a Los Santos, Michael inizia ad avere uno stile di vita sedentario e tranquillo, coltivando la passione per i vecchi film e appassionandosi a golf e tennis. 
I continui litigi con la moglie e il comportamento dei figli lo spingeranno però ad andare da uno psicanalista. 
Michael ha il vizio del fumo, sarà infatti possibile vederlo fumare (soprattutto sigari) nel corso del gioco. 
Michael tornerà successivamente in azione dopo vari eventi, in particolare avendo fatto la conoscenza di Franklin Clinton e per il ritorno inaspettato di Trevor, rimanendo comunque sotto il programma protezione testimoni dell'FIB e il controllo di alcuni agenti corrotti facenti parte proprio di questa agenzia: Steve Haines e Dave Norton (quest'ultimo è lo stesso che lo aveva inserito nel programma anni prima).

#### I finali possibili
Se il giocatore sceglie il finale B, Michael verrà ucciso da Franklin, ma Trevor non prenderà parte all'atto, a differenza di Michael che invece aiuterà Franklin se il giocatore sceglie il finale A. 
Se si sceglie di uccidere Michael, lo scontro avverrà alla centrale elettrica Palmer-Taylor dove i due protagonisti dapprima si inseguiranno e finiranno per picchiarsi poi sulla cima di una torretta dello stabilimento. Franklin vincerà lo scontro e spingerà Michael facendolo cadere ma afferrandogli comunque la mano, probabilmente in un impeto di pietà. A questo punto si potrà scegliere se lasciar andare Michael oppure aiutarlo a tirarsi su, ma nonostante ciò il suo destino è segnato: se si tenta di salvarlo egli tirerà una testata a Franklin, cadendo. 
Alternativamente Michael continuerà a vivere nei finali A e C, dove darà una svolta alla sua vita andando definitivamente in "pensione" dopo l'ultimo grande colpo alla UD. Verrà assunto come produttore esecutivo dello studio cinematografico di Solomon Richards, regista con cui aveva lavorato durante il gioco. 
Nel finale A si dimostrerà piuttosto opportunista, non rispondendo alle chiamate di Franklin e negando di voler avere rapporti con lui momentaneamente pur incontrandolo per strada. 
Michael è doppiato da Ned Luke.

### Trevor Philips
Originario del Canada e veterano della guerra fredda, Trevor è un buon pilota di aerei ed elicotteri. Si autodefinisce il migliore amico di Michael, il quale lo asseconda, sebbene in realtà lo teme per il suo carattere psicotico e definendolo un "inferno in terra". 
Trevor da giovane aveva nutrito l'ambizione di diventare pilota militare della Royal Canadian Air Force ma, a seguito di un controllo psicologico, era stato ritenuto mentalmente instabile. Nel gioco si suggerisce che tale suo stato possa esser dovuto all'infanzia difficile tra un padre violento e la consapevolezza che la madre lavorasse come spogliarellista ed occasionalmente come prostituta. 
Demoralizzato, Trevor si era fatto coinvolgere nel giro di rapine di Michael ed era divenuto, col tempo, uno dei punti fermi della sua squadra, insieme con Bradley Snider. Trevor vive come uno sfogo rispetto al suo passato difficile sia l'esperienza criminale sia la propria dipendenza da alcool e droghe (di cui metterà su anche un'attività di produzione e spaccio). 
Quando durante una rapina in banca nella cittadina di Ludendörff nel North Yankton nel 2004 era stata tesa un'imboscata a lui e alla squadra da parte dell'FIB, Trevor era riuscito a scappare, convinto che i federali avessero ucciso Michael e arrestato Brad; si era trasferito quindi a Sandy Shores, nella Blaine County, dove aveva deciso di darsi al contrabbando di armi e droghe, aprendo un piccolo negozio di alimentari come copertura dell'attività di produzione di metanfetamina per l'impresa da lui fondata: la Trevor Philips Enterprises (che però è solito chiamare anche Incorporated o Associated). Trevor è spesso violento e nervoso anche senza ragione, oltre che molto permaloso. A differenza degli altri protagonisti della serie, il gioco non lo mostra obbligato ad azioni criminali ma che le compia per scelta, provando piacere nell'uccidere e torturare le persone con violenza e suggerisce che non disdegni addirittura atti di cannibalismo. 
Ciò rende evidente come Trevor abbia gravi problemi psicologici e mentali, nonostante i quali rimane comunque un fuorilegge furbo e intelligente, riuscendo a preparare i suoi piani con astuzia. 
Volendo appropriarsi di tutti gli affari riguardanti droga e armi nella contea, Trevor si farà molti nemici, tra cui i Lost MC, i Varrios los Aztecas, i fratelli O'Neil, la Merryweather e altri ancora. 
Trevor vive in una fatiscente e lercia roulotte, in cui nasconde i corpi delle sue vittime. Similmente, quando si trasferirà nel pulito ed ospitale appartamento di Floyd Hebert, cugino del suo amico Wade, lo trasformerà nel giro di poco tempo in uno squallido e sudicio posto in cui conserva armi, sex toys, siringhe e alcolici. 
Verrà a sapere dal telegiornale di una rapina ad una gioielleria di Los Santos e, riconoscendo una citazione di Michael, scoprirà che l'amico, contrariamente a ciò che aveva sempre pensato, è ancora vivo e deciderà quindi di mettersi sulle sue tracce. Una volta scovato Michael, tornerà a fare squadra con lui svolgendo di fatto diversi compiti per l'FIB, soprattutto rapine, dato che l'agenzia ha bisogno di soldi per battere l'IAA (misto tra le reali CIA e NSA) in un'indagine riguardante il terrorismo e non avrà scrupoli a ricattare i malfattori per procurare i fondi economici e finanziari. 
Malgrado i vari problemi da affrontare, Trevor scoprirà la verità su quanto accaduto a North Yankton e da qui inizierà a odiare Michael al punto di pensare di farlo fuori, senza decidersi però in maniera definitiva almeno sino alla conclusione della partita. 
Trevor diventerà anche un buon amico di Franklin Clinton, al quale Michael ha fatto da mentore e che parteciperà alle loro rapine per conto dell'FIB e all'ultimo grande colpo alla Union Depository. 

Trevor è doppiato da Steven Ogg.

#### I finali possibili
Alla fine del gioco, nell'opzione A, Trevor muore venendo tradito anche da Franklin, al quale è stato chiesto di compiere il gesto dai federali dell'FIB, in quanto il canadese sapeva della loro corruzione e lo ritenevano troppo imprevedibile per tenerlo in vita. Dopo un inseguimento, Franklin e Trevor arriveranno in un luogo isolato dove quest'ultimo verrà speronato contro una cisterna di benzina da Michael, sopraggiunto sul luogo. Gravemente ferito, Trevor striscia fuori dall'auto impregnandosi della benzina che fuoriesce dalla cisterna e Franklin gli sparerà, appiccando il fuoco e uccidendolo (se il giocatore impiega troppo tempo a farlo ci penserà Michael). Franklin rimane amareggiato dal gesto ma Michael lo convincerà che era la cosa giusta da fare a causa dell'incontrollabilità di Trevor. Nei finali B e C Trevor continuerà a vivere e, nonostante l'enorme guadagno ricavato dal colpo alla UD, continuerà la sua vita da criminale svolgendo varie attività.

### Franklin Clinton
Premesse biografiche: giovane afroamericano delinquente, consumatore abituale di marijuana, appartenente alla gang di strada delle Famiglie di Chamberlain Hills. Nato nel 1988, è cresciuto senza aver mai conosciuto suo padre e con una madre tossicodipendente, che era morta di overdose quando lui era ancora molto giovane, ragion per cui Franklin era stato affidato alla zia Denise. 
Qualche anno prima degli eventi del gioco, Franklin inizierà a rubare auto, finendo anche in prigione nel 2008. Dopo un breve periodo di carcere, sentendosi trascurato dagli OG di Chamberlain Hills, insieme al suo migliore amico Lamar Davis decide di creare e guidare un nuovo gruppo delle Famiglie chiamato i Forum Gangsta,  di cui tuttavia sono anche gli unici membri. Non ottenendo risultati soddisfacenti, Franklin e Lamar decidono quindi di lavorare al concessionario Premium Deluxe Motorsport, gestito da un truffatore armeno di nome Simeon Yetarian, dove si occupano del recupero dei veicoli venduti i cui proprietari non hanno pagato le rate. Quando Franklin verrà mandato a rubare l'auto di un giovane moroso, Jimmy De Santa, il figlio di Michael, farà la conoscenza di quest'ultimo, che lo farà licenziare dal concessionario picchiando Simeon. Michael diverrà poi amico di Franklin e quasi una figura paterna per lui. Michael farà partecipare Franklin a vari colpi che lo faranno diventare un criminale di successo. Grazie a Lester Crest, l'esperto informatico che gestisce i colpi del gruppo da dietro le quinte, Franklin andrà ad abitare in una villa a Vinewood Hills, abbandonando Forum Drive e la vita da gangster di strada. Franklin farà anche la conoscenza di Trevor, sebbene spesso dimostrerà di diffidare di lui e a volte persino di temerlo. 

#### I finali possibili
Alla fine, messo alle strette dall'FIB e da Devin Weston, sarà proprio Franklin a dover decidere la sorte dei due amici. Nel finale A, Franklin dopo aver obbedito all'FIB ed aver ucciso Trevor con l'aiuto di Michael, si prenderà la metà della parte di soldi che Trevor aveva ricavato durante la loro ultima grande rapina alla Union Depository e i due torneranno ognuno alla propria vita, in quanto Michael deciderà di non voler avere più niente a che fare con Franklin. Nel finale B invece, dopo aver obbedito a Devin Weston, Franklin dovrà occuparsi di Michael da solo, visto che Trevor non prenderà in considerazione l'idea di tradire un amico. Nel finale B, dopo aver ucciso Michael, Franklin deciderà di contattare Lamar dicendogli di aver capito che lui è il suo unico vero amico, decidendo di tornare alla vita di strada. Franklin non otterrà la metà dei soldi ricavati dalla rapina alla Union Depository che sarebbero dovuti spettare a Michael, e così nemmeno Trevor, il quale dopo la morte del suo vecchio amico per mano di Franklin non vorrà più avere niente a che fare con quest'ultimo. Nel finale C invece Franklin, Michael e Trevor organizzano un piano con il quale elimineranno tutti i nemici che per un qualche motivo li volevano morti, tra cui la Merryweather, la Triade, Stretch, Steve Haines e Devin Weston. In seguito Franklin, Michael e Trevor decideranno di rimanere amici tra loro ma di non lavorare più insieme. 
Così come durante il gioco, anche dopo il finale sarà possibile far uscire Franklin con uno degli altri protagonisti; Franklin può svolgere tutte le attività tranne giocare a tennis.

#### GTA Online
In "The contract", dopo 8 anni dagli eventi di Grand Theft Auto V, Franklin seguirà con successo la propria ambizione, riuscendo infine a fondare con il suo vecchio amico Lamar, con il quale ha mantenuto i contatti, un’"Agenzia Soluzioni per VIP", creata per aiutare l’élite di Vinewood a risolvere i problemi dell’alta società. Successivamente Franklin, avendo bisogno di un socio, si rivolgerà al protagonista di GTA Online per aiutare un suo cliente di spicco: Dr. Dre.
 Inoltre Franklin affermerà di essere ora sposato ed avere persino dei bambini. 
La sua voce è di Shawn Fonteno.

### Personaggio (in ombra) di GTA Online
È il personaggio gestito dal giocatore nella modalità online. Il suo nome dipende dalla Gamertag del giocatore. Il Personaggio è inoltre costantemente muto, caratteristica reputata inquietante da molti comprimari, tra cui Lester Crest e Avon Hertz, e richiamata spesso anche da Ron quando gli affiderà le missioni; durante la chat vocale con la quale il giocatore se munito di microfono può comunicare con gli altri, il personaggio muove le labbra. Il suo aspetto è personalizzabile quanto a discendenza, tratti somatici, caratteristiche fisiche varie e abilità, ma non quanto alla scelta del sesso, che è immodificabile una volta selezionato e avviato il gioco. 
Il Personaggio è considerato giungere a Los Santos agli inizi del 2013, dopo aver conosciuto Lamar su Lifeinvader. Svolgendo alcuni compiti per Lamar, Gerald e Trevor, conosce presto anche Lester Crest, il quale lo ingaggia per rapinare la Fleeca Bank sulla Western Highway. Lester, in combutta con l'Agente 14, un agente corrotto dell'IAA, propone il Personaggio per un lavoro: far evadere dal penitenziario di Bolingbroke un ricercatore dei Laboratori Humane, Maxim Rashkovsky. L'evasione è il compenso previsto da un accordo non ufficiale dei federali con il criminale. Secondo tale patto, Rashkovsky avrebbe fornito loro delle informazioni su un'arma chimica sospettata di essere in stadio di sviluppo nei laboratori, ma in cambio l'IAA avrebbe dovuto procurargli un "passaggio" per lasciare il paese. Dopo l'evasione, l'agente 14 manda il Personaggio ad investigare personalmente nei laboratori, inimicandosi la Merrywheater, gestore del reparto sicurezza dei laboratori Humane. Al Personaggio è inoltre affidato il compito di scaricare dai server dei laboratori informazioni su una potente neurotossina, che verrà in seguito recuperata dagli agenti dell'FIB grazie all'aiuto di Michael De Santa. 
In seguito, il Personaggio viene contattato da Trevor, che chiede il suo aiuto per procurarsi vari tipi di sostanze illegali. Agli ordini di Trevor e Ron, il Personaggio assalta uno yacht di cocainomani, irrompe nella segheria e nell'accampamento dei Lost per rubare metanfetamina e si intrufola in un giro di spaccio portato avanti da netturbini corrotti. Quando Trevor viene assalito dai Lost, combatte al suo fianco e guida uno dei camion di droga sino al faro di El Gordo, dove Trevor è costretto a fuggire, braccato dall'Antidroga. Il Personaggio viene poi ricontattato da Lester, che gli propone il grande colpo: rapinare la Pacific Standard. La rapina va a buon fine, e Lester terrà un profilo basso, sparendo dalla circolazione per molto tempo e quindi non offrendo più incarichi al Personaggio, fino al ricongiungimento con Michael De Santa e Trevor Philips.

Nel frattempo, il Personaggio viene coinvolto in numerosi giri di affari, tra cui traffico di auto rubate, di droga, di opere d'arte, fino a che, nel 2017, rispondendo ad un annuncio di vendita di un hangar per aerei ed elicotteri (che, a seconda della scelta del giocatore può essere situato al LSIA o a Fort Zancudo) non incontra nuovamente Ron, il vecchio proprietario dell'hangar. Questi gli racconta di come Trevor sia andato a vivere a Los Santos e sia stato assunto come life coach, abbandonando Ron, Chef e la vita criminale.
L'anno successivo, nel 2018, il Personaggio viene a sorpresa ricontattato da Lester, che gli chiede di raggiungerlo in una base operativa sotterranea (la sua posizione precisa è determinata dal giocatore, che sceglie quale base acquistare). Qui Lester, insieme ad Avon Hertz, un ex agente dell'IAA, nonché genio informatico e sviluppatore dell'intelligenza artificiale Cliffford, gli spiega che la base operativa segreta dell'IAA è sotto attacco da parte di un commando internazionale e che sarà pagato profumatamente se deciderà di intervenire a favore dell'Agenzia. Il commando viene eliminato e Cliffford, l'intelligenza artificiale di Avon, stabilisce che l'attacco è opera di un dissidente russo di nome Bogdan; successive indagini rivelano che il sottomarino di questi è in attesa di attacco al largo della costa di San Andreas. Il Personaggio è inviato ad assaltare il sottomarino e a caricare Cliffford nei sistemi di controllo dello stesso. Ci riesce, ma viene intercettato da Bogdan, che gli spiega che è lì in quanto la Russia stava tenendo d'occhio Avon e la sua intelligenza artificiale. Avon rivela il suo vero piano: assumere il controllo del sistema difensivo degli Stati Uniti e lanciare testate atomiche dalla base nucleare di San Andreas situata all'interno del Monte Chiliad, che si rivela essere solo la punta di un'immensa base militare sotterranea.
Il Personaggio è nuovamente mandato in azione, stavolta all'interno della base, dove è costretto a scontrarsi con l'avanzatissima tecnologia di Avon: i suoi uomini sono in grado di clonarsi per continuare ad attaccare all'infinito, possono usare le armi più potenti disponibili nel gioco e hanno la capacità di rendersi invisibili.
Il Personaggio riesce a farsi strada fino alla Server Farm che gestisce il sistema di lancio, violando il software di Avon ed eliminando fisicamente gli Hard Disk contenenti Cliffford.
Al termine di un rocambolesco inseguimento in Jetpack, Avon Hertz viene ucciso da un missile e il suo cadavere precipita. Fatto questo, Il Personaggio e Lester vengono ricompensati dall'IAA per aver salvato il mondo.
In seguito il Personaggio deciderà di associarsi a Tony Prince, da poco tornato da Liberty City, per aprire il Nightclub più popolare di Los Santos, da usare come copertura per lo smercio di armi e droga (a discrezione del giocatore è scegliere anche la localizzazione e la personalizzazione di tale sede).
Alla fine del 2018 il Personaggio decide di partecipare alla trasmissione Arena War, uno show in stile demolition derby che si tiene alla Maze Bank Arena.
Il Personaggio non ha caratteristiche predefinite, in quanto è il giocatore a plasmarle con le sue scelte e il suo stile di gioco.

## Personaggi principali

### Amanda De Santa
La moglie di Michael è nel presente di gioco una bella donna altolocata, spendacciona e con la passione per lo shopping, il tennis e lo yoga, ma con un passato difficile, avendo fatto la spogliarellista per diversi anni. Trevor rivelerà a Wade un fatto che Michael sembra ignorare riguardo ad Amanda, ossia che, a quanto pare, nel periodo in cui era una spogliarellista, riusciva a guadagnare più soldi facendo saltuariamente anche la prostituta e facendosi pagare da alcuni facoltosi clienti, oltre che per assistere alle lap dance, anche per avere rapporti sessuali. Amanda aveva conosciuto Michael proprio in uno strip club a North Yankton e, dopo essere rimasta incinta della loro prima figlia, i due si erano sposati. Amanda non vede di buon occhio il fatto che Michael sia un criminale e spesso glielo rinfaccia durante i loro litigi ma, come spesso egli rileva, non si lamenta mai dei soldi che il marito le fa avere grazie al suo "lavoro". Amanda inoltre mantiene una condotta sessuale disinvolta, avendo frequenti rapporti extraconiugali con molti uomini, compresi il giardiniere e l'insegnante di tennis, ed è perfino iscritta ad un sito di incontri. È infatti spesso infedele a Michael, anche se ribadisce più volte di aver iniziato a tradirlo solo dopo averlo sorpreso a letto con una spogliarellista. Amanda non perde occasione per rinfacciargli che era stato lui il primo a tradire e infatti all'inizio del gioco i due vivono come separati in casa. A causa delle continue liti fra lei e Michael, i loro figli sono cresciuti viziati, maleducati e fannulloni. 
Alla fine del gioco, Amanda deciderà di dare un'altra possibilità a Michael: i due smetteranno di tradirsi e proveranno a riallacciare il rapporto fra di loro e con i loro figli; lei confesserà inoltre le molte relazioni extraconiugali avute durante il periodo nel quale erano separati in casa. 
È possibile far uscire Michael insieme ad Amanda ma si può solo andare a bere e giocare a tennis.
Amanda è doppiata da Vicky Van Tassel.

### Tracey De Santa
Spesso chiamata anche Trace dal padre, è la figlia primogenita di Michael e Amanda. È una giovane belloccia, priva di fascino, insicura ma un po' troppo "emancipata", con il vizio dell'alcool e della droga oltre che della promiscuità sessuale anche a fini utilitaristici e lavorativi. Ha l'ambizione di partecipare a Fame or Shame (un talent show) ma, dopo che il padre, contrario a tale attività, attaccherà, con l'aiuto di "zio Trevor", il presentatore Lazlow Johns pregiudicando l'avvio già abbastanza traballante della sua carriera, Tracey inizierà a girare video hot via webcam su Internet con il nomignolo di Tracey Suxxx. Alla fine del gioco, verrà presa dal programma Fame or Shame, al quale parteciperà con un successo modesto, grazie alle intimidazioni del padre e di Trevor verso Lazlow. Tuttavia viene eliminata in finale, in quanto la sua canzone "Daddy Issues", dedicata al rapporto problematico che ha con Michael, non incontra il favore dei giudici. Non va d'accordo con nessuno nella sua famiglia essendo gelosa della madre che spesso va a letto con altri uomini mentre a lei lo proibisce, si arrabbia spesso anche con il fratello Jimmy che, geloso del fatto che la sorella abbia molti amici, spesso la insulta. Tracey litiga soprattutto con il padre Michael, asserendo spesso che egli le ha rovinato la vita, dato che secondo lei è un padre troppo autoritario. Alla fine del gioco Tracey sembrerà diventare più matura e assennata e inizierà a comportarsi meglio anche nei confronti della sua famiglia, inoltre si iscriverà al college.
È doppiata da Michal Sinnott.

### Jimmy De Santa
James De Santa, chiamato da tutti Jimmy, è il figlio secondogenito di Michael. Poco più che 18enne, Jimmy presenta ancora un carattere immaturo. Al contrario della sorella, Jimmy non esce spesso di casa, non ha amici e non frequenta ragazze, frenato dalla pigrizia, dalla timidezza e dal suo aspetto fisico (è in sovrappeso). Passa le sue giornate a mangiare, a fumare marijuana e soprattutto a giocare ai videogiochi online invece di cercarsi un lavoro.  Jimmy veste hip hop ed ama il genere musicale del Gangsta rap. Si è persino creato un nome "gangsta", ovvero "Jizzle", malgrado il suo stile di vita da ragazzo pigro e viziato lo faccia sembrare esattamente l'opposto di un gangster di strada. Michael rimprovera spesso il figlio per la sua indolenza e non solo se ne lamenta con lo psicoterapeuta ma a volte trascende in sfuriate notevoli, come quando gli manda in frantumi il televisore. Peraltro di Jimmy si rileva non solo la fannulloneria ma anche la dabbenaggine (come quando compra da Simeon un'auto assai costosa indebitandosi) e l'immatura ricerca di scorciatoie che si rivelano non solo fallimentari ma pericolose (come quando tenta di vendere la barca di suo padre a dei criminali, venendo imbrogliato e rapito per poi dover essere salvato da Michael e da Franklin). Suo padre vorrebbe anche che il figlio desse una svolta alla sua vita, che fosse meno sedentario e soprattutto che cominciasse a cercare un lavoro: Jimmy, dal canto suo, fa risalire invece tutte le colpe dei suoi problemi a Michael che, secondo lui, con il suo stile di vita da criminale irascibile non gli ha mai dato il buon esempio e lo ha scoraggiato a cercarsi un impiego. Vista l'assenza di amici, certe volte Michael stesso esce con Jimmy, infatti è possibile vederli in bici. 
Con Michael sarà dunque possibile uscire con Jimmy durante il gioco come anche con Franklin, di cui Jimmy diverrà amico, e con Trevor, che i figli di Michael considerano come uno zio. Come la sorella Tracey anche Jimmy alla fine del gioco diventa più maturo ed inizierà ad impegnarsi a trovare un lavoro, inviando curriculum e facendo colloqui. 
Tutti e tre i protagonisti possono uscire con Jimmy e possono svolgere tutte le attività ma solo con Franklin Jimmy può andare a bere e allo strip club: Trevor si allinea in questo al comportamento di Michael sentendosi, per i figli dell'amico, quasi una figura paterna. 
È presente un easter egg che riguarda Jimmy: a volte lo si può trovare in casa mentre dice di inviare dei curriculum al computer, mentre invece sta guardando la pagina Lifeinvader di Niko Bellic, il protagonista di GTA IV.
È doppiato da Danny Tamberelli.

### Lamar Davis
Il migliore amico di Franklin, afroamericano e altro membro delle famiglie di Chamberlain Hills. Lui e Franklin hanno creato un ramo tutto loro di tale gang chiamato i Forum Gangsta. Tuttavia, come il suo amico, cerca di ottenere di più dalla vita, lavorando per il concessionario Simeon e rubando auto con la speranza che un giorno quegli si metta in regola e non chieda più loro di svolgere attività illecite. Quando i due verranno licenziati, Lamar preferirà rimanere fedele alla sua gang e alla vita di strada invece di seguire le orme di Franklin che si allontanerà sempre di più dal ghetto per salire di livello nel mondo della criminalità diventando un rapinatore di banche. Rimanendo a fare il gangster di strada e piccolo spacciatore, Lamar finirà col divenire succube di Stretch, un OG, ovvero un membro anziano delle Famiglie, che in realtà è in combutta con i Ballas e per questo motivo più volte ingannerà Lamar, facendolo finire nei guai.
Alla fine, dopo l'ultimo grande colpo Franklin lo chiamerà per uscire e riappacificarsi, rafforzando ancora di più il già fraterno rapporto d'amicizia tra i due. Lamar diverrà collaboratore anche di Trevor che gli verrà presentato da Franklin durante la missione ''Safari nel ghetto''. Inoltre, Lamar ha una forte attrazione fisica per la zia di Franklin, Denise. 
È possibile far uscire Franklin e Trevor con Lamar e svolgere tutti i tipi di attività con lui tranne giocare a tennis.

È doppiato da Gerald 'Slink' Johnson.

### Denise Clinton
Sorella del padre di Franklin. Donna di mezza età afroamericana, di cui in gioco si dà come noto che abbia frequenti relazioni con diversi uomini, Denise dimostra inoltre alcuni comportamenti da ninfomane. Tramite esercizi e maschere di bellezza, riesce a mantenersi in forma tanto da risultare attraente anche per Lamar, che ha la metà dei suoi anni. Abita insieme a Franklin in una casa che la madre di questi ha lasciato per metà a lei e per metà al figlio, a Forum Drive. Fa di tutto per rendersi insopportabile nei confronti di Franklin, sperando di spingerlo a lasciare la casa ma, quando questi si trasferirà davvero, si lamenterà del fatto che lui l'abbia lasciata a vivere nel ghetto per andarsene a vivere in una villa. Per vendicarsi, Denise cambierà la serratura della vecchia casa di Franklin e la utilizzerà per gestire "una scuola per le arti sessuali femminili". In una missione si vede uscire da casa sua Lamar, ma non viene mai detto se i due abbiano avuto una relazione o anche solo rapporti fisici.
In vari forum, i giocatori si sono chiesti se il personaggio, poiché ne condivide nome e quartiere d'origine, fosse la stessa Denise Clinton di "Grand Theft Auto: San Andreas", nota come fidanzata di CJ, o se si trattasse comunque di una suggestione provvista dalla casa di produzione.
È doppiata da Janet Hubert.

### Ron Jacowski e Wade Hebert
Ron Jacowski e Wade Hebert sono collaboratori fidati di Trevor Philips, anche se spesso vengono maltrattati e persino malmenati da quest'ultimo. Ron gestisce insieme a Trevor la TP Enterprises, la loro azienda, e grazie alle sue competenze informatiche spesso gli fornisce un fondamentale aiuto. Ron è un uomo di mezza età divorziato e costantemente nervoso in quanto crede nella Teoria del complotto e pensa che il governo lo tenga sotto controllo e che nasconda all'opinione pubblica l'esistenza degli alieni.
Wade è invece un ragazzo un po' ambiguo che ama truccarsi da juggalo e che in più missioni si dimostrerà un po' lento di comprendonio ma, nonostante questo, disponendo di competenze informatiche e attitudine alla ricerca, sarà proprio lui a rintracciare Michael De Santa quando Trevor lo incaricherà di farlo. In seguito Wade andrà ad abitare insieme a Trevor a casa di suo cugino Floyd a Los Santos e poi, costantemente sotto l'effetto di stupefacenti, nei separé dello strip club di cui Trevor assumerà il controllo. 

#### I finali
Nel caso si scelga il finale A, a seguito della morte di Trevor, Ron sarà abbastanza scaltro da capire che Michael ha qualcosa a che fare con l'omicidio del suo amico e gli invierà una e-mail nella quale lo insulterà dicendogli che per colpa sua il loro business è andato in fumo. Wade invece rimarrà nello strip club ignaro della morte di Trevor e costantemente convinto che sia lui che suo cugino Floyd lo raggiungeranno prima o poi, malgrado siano invece entrambi morti.
Le loro voci sono di David Mogentale e Matthew Maher.

## Personaggi secondari

### Isiah Friedlander
Lo psicanalista di Michael. Dopo il prologo del gioco narrante i fatti di North Yankton, si vedrà Michael nel suo studio che parla dei suoi problemi familiari. Con lui Michael sfoga la sua rabbia repressa e le sue insoddisfazioni e preoccupazioni quotidiane. È possibile avviare le sedute di Michael con il dottor Friedlander in seguito, in gioco, recandosi all'icona che raffigura una nuvoletta sulla mappa. Talvolta invierà anche dei messaggi a Michael per discutere del suo pagamento o per chiedergli se vuole avviare una seduta telefonica e il giocatore potrà accettarlo. Per la prima seduta, Michael pagherà 1000 dollari, ma più avanti il dottore continuerà ad alzare il suo prezzo di 500 dollari. Spesso darà buoni consigli a Michael ma, in realtà, l'unica cosa che sembra importargli sono i soldi, visto che ogni volta aumenterà il prezzo delle sedute. In base a come il giocatore fa comportare Michael in gioco, nei periodi immediatamente antecedenti alle sedute con il suo psicanalista, Michael risponderà differentemente alle domande di Friedlander, soprattutto quelle riguardanti il suo comportamento (se è stato calmo o violento e se ha tradito sua moglie avendo rapporti sessuali con altre donne). Verso le ultime missioni tutti i componenti della famiglia di Michael si riuniranno nel suo studio per discutere della loro situazione familiare e Michael pagherà 4000 dollari per la seduta, ovvero mille dollari a persona (benché Jimmy e Tracey non ne abbiano nemmeno preso parte). 
Prima della fine del gioco, si tiene un'ultima seduta del Dr. Friedlander, in cui questi comunicherà a Michael che sta per avere un suo programma televisivo in cui rivelerà anche i segreti della vita criminale del paziente, cambiando però i nomi delle reali persone coinvolte. Il giocatore può decidere di uccidere il dottore per metterlo a tacere o lasciarlo andare. Risparmiandolo, Friedlander contatterà di nuovo Michael via e-mail dicendogli che spera che lui non se la sia presa a male per quanto accaduto e che con il suo programma televisivo sta diventando famoso al punto da uscire con le sue fan, anche quelle molto più giovani di lui. Dopo tale mail, Michael gli risponderà minacciandolo di morte, al che Friedlander manderà un altro messaggio a Michael consigliandogli di calmarsi poiché la sua rabbia non gli ha mai fatto bene. Se si salta questa seduta, Friedlander non sarà più presente dopo la fine del gioco.
È doppiato da Bryan Scott Johnson.

### Simeon Yetarian
Gestisce il concessionario Premium Deluxe Motorsport a Forum Drive. Di origine armena, Simeon spesso accusa i suoi clienti di razzismo quando essi dicono di non essere interessati alle sue auto e con questo metodo spesso riesce a far cambiare loro idea. Franklin e Lamar lavoravano per lui: Simeon li mandava a rubare i veicoli più costosi una volta venduti, in modo da poterli rivendere diverse altre volte. Elegge Franklin dipendente del mese e afferma di considerarlo come un figlio, ma in realtà lo imbroglia costantemente, servendosi di lui e di Lamar per attuare le sue truffe per poi pagarli la metà del guadagno che ottiene rivendendo i veicoli che manda loro a recuperare. Simeon venderà anche una jeep a Jimmy, il figlio di Michael, mandando poi Franklin a riprenderla per lui. Questi però, venendo scoperto da Michael, lo porterà da Simeon, che, dopo essere stato picchiato da Michael, licenzierà Franklin e Lamar e non apparirà più nel gioco. 
Se ci si reca come Franklin alla concessionaria di Simeon prima di effettuare la prima missione di Michael, l'armeno scapperà via chiamando due bodyguards che attaccheranno Franklin con armi da fuoco e sarà possibile avviare una missione secondaria segreta in cui si potrà uccidere Simeon; se invece ci si va dopo aver effettuato la prima missione di Michael, la concessionaria sarà sempre inaccessibile.
La sua voce è di Demosthenes Chrysan.

### Martin Madrazo
Boss del Cartello Madrazo, una potente organizzazione malavitosa ispanica, verrà incontrato da Michael dopo che questi distruggerà la casa della sua amante, credendola in realtà la casa dell'amante della propria moglie, un istruttore di tennis. 
Dopo aver risolto il debito con Madrazo, Michael lavorerà con lui insieme a Trevor il quale, stanco di aspettare la ricompensa, taglierà via un orecchio al boss. Michael sarà costretto poi a rimborsare anche questo nuovo debito con una statuetta d'oro rubata alla Merryweather e costringendo Trevor a riportare a Madrazo sua moglie Patricia.
La voce è di Alfredo Huereca.

### D
È un OG dei Ballas del quale non si conosce il vero nome. Verrà rapito da Franklin e Lamar, ma sarà subito dopo rilasciato in quanto, per chiedere il riscatto ai Ballas, Lamar utilizzerà il suo cellulare che Franklin intima di rompere per non rischiare di venire rintracciati dalla polizia. Franklin e Lamar saranno quindi costretti ad andare a fare ammenda con la gang dei Ballas per evitare eventuali ripercussioni da parte di tale gang, accompagnati da un vecchio OG delle Famiglie soprannominato Stretch. Tuttavia l'incontro con i Ballas non andrà come sperato, dato che i tre cadranno in un'imboscata durante la quale Stretch ucciderà D. In seguito si scoprirà che l'imboscata non era stata organizzata da D ma dallo stesso Stretch, che aveva cercato di vendere Franklin e Lamar ai Ballas con i quali si era alleato ormai da tempo in prigione.
La sua voce è di Jackie Long.

### Chop
"Mandibola" in italiano, è il cane di Lamar che quest'ultimo spesso affida anche all'amico Franklin. È un rottweiler di razza, male addestrato ma fedele. Aiuterà Franklin e Lamar a catturare D, ed in seguito aiuterà anche Franklin in diverse altre missioni. È possibile portarlo a spasso con Franklin e anche lanciargli e fargli andare a prendere una pallina da tennis. Inoltre è possibile addestrarlo scaricando l'App iFruit di Rockstar Games. In questo caso, aiuterà significativamente Franklin in missioni di ricerca.

#### GTA Online
In "The contract", Chop si trova accucciato nell'ufficio di Franklin nella "Agenzia Soluzioni per VIP", accanto alla sua scrivania, dove il Personaggio può interagire con il rottweiler. Se lo farà, Chop potrà spesso accucciarsi nell'alloggio del Partner ignoto (il giocatore) dell'Agenzia o addirittura sul suo letto.

### Tanisha Jackson
L'ex ragazza di Franklin ed anche l'unica donna che lui dica di aver mai veramente amato. È una bella ragazza afroamericana cresciuta insieme a Franklin e Lamar e che ha perso i fratelli maggiori durante diversi scontri tra gang. Essendo Franklin incapace di abbandonare la vita criminale, Tanisha lo ha lasciato in un tempo non lontano, ma antecedente all'inizio della storia del gioco. Tanisha infatti teme che Franklin faccia la stessa fine dei suoi fratelli, mentre lei desidera sposarsi con una persona perbene. Infatti si fidanzerà con un dottore e alla fine del gioco si sposerà. Di lei si sentirà parlare per tutto il gioco e a volte Franklin le telefonerà o scambierà con lei dei messaggi, ma lei comparirà di persona solo nella missione "Lamar a terra", quando avvertirà Franklin che Lamar è in pericolo e lo rimprovererà per la sua inerzia nei confronti dell'amico. Inoltre, cambiando personaggio mentre Franklin abita ancora a casa della zia, è possibile assistere ad un "filmato" inedito nel quale si vedrà Franklin cercare di convincere Tanisha a tornare a stare insieme a lui, ma senza successo. Malgrado alla fine del gioco Tanisha telefoni Franklin per dirgli definitivamente addio, affermando di sposarsi con un altro uomo il giorno successivo, in un'espansione di GTA Online ambientata anni dopo gli eventi di GTA 5, scopriamo che Tanisha è tornata insieme a Franklin e che i due si sono anche sposati e hanno avuto dei bambini, in quanto Franklin, che appare nella suddetta espansione come un ricco manager, afferma di essere sposato e con figli e uno dei suoi veicoli ha una targa personalizzata con su scritto "Tanisha".
La sua voce è di Yasha Jackson.

### Lester Crest
Già citato in GTA IV e genio informatico, Lester Crest è il personaggio più ricco in GTA V fa la sua prima apparizione fisica. Amico di Michael, era lui la mente dietro tutti i suoi colpi passati e lo sarà per tutto il corso del gioco. Fu l'unico dei vecchi amici di Michael a non essere tradito da quest'ultimo durante il colpo a North Yankton, visto che il suo nome non è stato citato nell'accordo con l'FIB. Inoltre, Michael rivelerà addirittura che Lester aveva sconsigliato alla banda di rapinare la banca ma non era stato ascoltato, e infatti il colpo era fallito. Oltre a fornire il piano e gli approcci possibili con cui eseguire i colpi, Lester rintraccia anche altre persone che svolgeranno vari ruoli nell'azione (comunemente nel gioco sarà necessario scegliere tiratori, guidatori e hacker tra quelli proposti). 
Diventerà un buon amico di Franklin e sarà lui a permettergli di andare a vivere nella villa a Vinewood Hills. Lester soffre di gravi problemi di asma e deambulazione (dovuto a una non ben specificata malattia), motivi per cui lo si vedrà spesso usare un respiratore, una sedia a rotelle oppure un bastone. 
Non vede di buon occhio Trevor per il suo stile di vita, dichiarando addirittura a Michael che dopo il colpo a Ludendörff ha mantenuto i contatti con lui solo per assicurarsi che non ci fossero tensioni. Inoltre, Trevor ha la tendenza a prendersi gioco di Lester per la sua malattia, affibbiandogli spesso anche soprannomi come "Lester the molester" ("Lester il molestatore" in italiano) o anche solo "Mo", diminutivo di "Molester". Lester ha in effetti la molesta abitudine di adescare ragazze su internet e spiarle attraverso la webcam o di persona, dando loro appuntamento senza presentarsi e osservandole da lontano.
Nonostante tutto, Lester afferma comunque che rispetta e ammira le abilità di ladro di Trevor.
La sua voce è di Jay Klatiz, doppiatore che ha prestato voce anche in RDR.

#### I finali
Lester si dimostrerà amareggiato per la morte di Trevor nel finale A e di Michael nel finale B mentre rimarrà in buoni rapporti con tutti i protagonisti nel finale C.

### Stretch
Il suo vero nome è Harold Joseph, è un OG delle famiglie di Chamberlain Hills. Stretch è stato diversi anni in galera, probabilmente per spaccio di droga, e qui è entrato segretamente in combutta con i Ballas. Lamar ha il massimo rispetto per lui a differenza di Franklin che invece lo ha sempre ritenuto un tipo losco e comunque ormai invecchiato e fuori dal giro. Nonostante ciò Stretch esige rispetto anche da Franklin essendo un OG delle Famiglie. Dopo vari affari da lui programmati e andati a finire in scontri tra gang all'ultimo sangue, anche Lamar capirà finalmente che Stretch è un traditore. Può essere ucciso nell'opzione C durante l'ultima missione, altrimenti Lamar sarà costretto a nascondersi da lui e da molti altri membri dei Ballas che hanno messo una taglia sulla sua testa. Sarà possibile chiamarlo e discutere con lui con Franklin dopo le missioni di Lamar.
La sua voce è di Hassan Johnson.

### Dave Norton
Membro dell'FIB di mezza età, Norton ha inserito Michael nel programma protezione testimoni e ucciso Bradley Snider. In realtà Michael e Dave si sono accordati per rendere il programma di protezione testimoni di Michael diverso da quelli normali, infatti Dave ha aiutato Michael a inscenare la sua morte e gli ha permesso di tenere i soldi che quest'ultimo aveva guadagnato in anni ed anni di rapine, per potersi trasferire con la sua famiglia e nuove identità in una villa di lusso a Los Santos, ma a patto di versare ingenti somme di denaro su diversi conti fittizi, dai quali Dave potrà prelevare soldi a vita natural durante. 
E' lasciato nel dubbio se Michael, quando ha avuto i primi contatti con l'agente Norton, volesse la morte dei suoi amici o se li volesse solo far arrestare: il piano di base consisteva nel tendere un'imboscata alla banda dopo la rapina a Ludendörff per fingere la morte di Michael così da cambiare il suo cognome e permettergli di iniziare una nuova vita con la sua famiglia. Si lascia intendere dal gioco invece che chiunque avesse ucciso o arrestato Michael a quei tempi avrebbe ottenuto importanti riconoscimenti, vista la sua fama di rapinatore seriale, nonché l'enorme taglia che pendeva su di lui. 
Durante l'imboscata, Michael viene colpito a salve da Dave mentre Brad viene ucciso e Trevor riesce a fuggire: alla stampa viene dichiarato che Michael Townley è stato ucciso, mentre Brad Snider è rinchiuso in un penitenziario. La notizia giunge anche a Trevor che infatti passa diversi anni credendo alla versione ufficialmente dichiarata, ricevendo anche ogni tanto delle e-mail da Brad, scritte in realtà da Dave. Per un po' Norton aveva vissuto di gloria e dei riconoscimenti fruttatigli dalla presunta uccisione di Michael ma col passare del tempo la corruzione nell'FIB è aumentata notevolmente, facendo acquisire ai suoi superiori sempre più potere e controllo su di lui, in particolare da parte di Steve Haines. 

La sua voce è di Julian Gamble.

### Johnny Klebitz
Il biker veterano già apparso in GTA IV e protagonista di uno dei capitoli degli Episodi di Liberty City: The Lost and Damned. In GTA V il personaggio di Johnny è, invece, completamente cambiato: non più il pericoloso biker già visto nei precedenti giochi, viene presentato ormai caduto in disgrazia. Un tempo presidente del club dei Lost MC di Liberty City, è attualmente il capo in seconda dei Lost di Los Santos: tuttavia appare come un drogato, stanco e depresso a causa degli eventi che avevano portato alla distruzione della gang dei Lost di Alderney, 5 anni prima, nonché al tradimento e alla morte di molti suoi amici, alcuni dei quali egli stesso era stato costretto ad uccidere. Johnny dunque ha evidentemente abbandonato Liberty City assieme a pochi amici rimastigli fedeli, per unirsi al chapter di Blaine County dei Lost di Los Santos. Malgrado avesse inizialmente giurato a se stesso di chiudere ogni rapporto con la sua ex ragazza, Ashley Butler, Johnny successivamente sembra essere venuto meno a tale giuramento ed essere tornato assieme ad Ashley oltre ad essersi convinto o lasciato convincere dalla ragazza a fumare metanfetamina, probabilmente per avere un modo per fuggire dalla sua depressione. A causa di ciò, col tempo Johnny ne è diventato sempre più dipendente, quale lo si ritrova in GTA 5, dove appare decisamente più magro e meno prestante fisicamente rispetto al passato, chiaramente a causa delle droghe che ha assunto negli anni. Johnny sarà molto contrariato dai continui tradimenti di Ashley, che ha rapporti sessuali con Trevor Philips, ma la dipendenza alle droghe nella quale Johnny è caduto gli impedirà di rivendicare il suo onore come un tempo, essendo ormai stanco e debole. Proprio a causa di ciò, Johnny viene sopraffatto e brutalmente ucciso da Trevor, già infuriato per aver scoperto, pochi minuti prima, che l'amico Michael è ancora vivo e desumendone il tradimento. Tutto ciò avviene quando il controllo del gioco passa al personaggio di Trevor e Johnny appare solo in questo frangente. In seguito, Klebitz verrà nominato diverse altre volte all'interno del gioco, anche tramite diverse citazioni ai giochi precedenti. La sua morte inoltre scatenerà una vera e propria caccia all'uomo nei confronti di Trevor da parte dell'intero chapter di Los Santos dei Lost MC, i quali vorranno vendicarsi di lui, tanto che Trevor non potrà avvicinarsi ad alcune zone nel loro territorio senza venirne attaccato. 

Un aggiornamento rilasciato nel 2023 esclusivamente per GTA Online, in occasione di Halloween, fa apparire diversi fantasmi in determinate location del gioco di notte, tra cui lo spettro di Johnny Klebitz, visibile nel luogo della sua morte, dove fluttua a mezz'aria malinconico. Attorno a lui è anche possibile udire alcune delle sue ultime parole echeggiare, oltre ad una versione più lenta e drammatica del tema musicale principale dell'espansione di GTA 4, The Lost and Damned, di cui Johnny è protagonista. 
La sua voce è di Scott Hill, già suo doppiatore in passato.

### Ashley Butler
La biker dei Lost tossicodipendente che, come Johnny Klebitz, è già apparsa in GTA IV e nell'espansione The Lost and Damned. Qui sembrerà ridotta ancora peggio rispetto agli altri giochi a causa della sua dipendenza dalle metanfetamine che condivide con Johnny, con cui si è nuovamente fidanzata. Nella missione "Il Signor Philips" che introduce il giocatore al controllo di Trevor, la si vedrà impegnata in un atto sessuale con quest'ultimo, per poter ottenere da lui metanfetamine gratis da fumare. Verrà poi sorpresa da Johnny il quale, pur essendo arrabbiato per i continui tradimenti di Ashley, della quale si definisce ancora innamorato, sarà costretto a scusarsi con Trevor, essendo Johnny ormai niente più che un relitto consumato dalla droga e senza più le forze di un tempo. Per Trevor sarà dunque facile sbarazzarsi di un Johnny ridotto in tale stato: dopo non aver accettato le scuse del biker lo ucciderà senza pietà lasciando Ashley a piangere sul cadavere dell'unico uomo che l'avesse mai amata. In seguito Ashley giurerà vendetta contro Trevor, Ron e Wade postando un commento sulla pagina LifeInvader di Ron nel quale scrive che tutti loro la pagheranno per quel che hanno fatto a Johnny. Tuttavia non molto tempo dopo, alla radio del gioco è possibile udire della morte di Ashley per overdose durante un'orgia di sesso e droga. In alternativa, il giocatore potrebbe decidere di far uccidere anche Ashley da Trevor dopo che questi uccide Johnny.
La sua voce è di Tracy Godfrey, già sua doppiatrice in passato.

### Terrence "Terry" Thorpe
Anche se il suo nome non viene menzionato in questo gioco, il suo aspetto e la sua voce fanno capire a chiunque abbia giocato l'espansione Grand Theft Auto IV: The Lost and Damned che si tratta di lui. Terry era uno dei migliori amici di Johnny, e come lui ed Ashley faceva anch'egli parte dei Lost di Liberty City dove era l'addetto alle armi. Ora membro anche del chapter di Los Santos, verrà a sapere della morte di Johnny. Lui e il suo migliore amico Clay Simons scapperanno in moto per avvisare il resto della gang presente a Blaine County ma verranno entrambi uccisi lungo la strada da Trevor. Alternativamente se il giocatore non riesce a fermarlo o gli lascia raggiungere il campo degli altri Lost, e lascia Terry fra gli ultimi membri della gang a dover essere uccisi, si avrà l'opzione di lasciarlo scappare via e quindi sopravviverà.
La sua voce è di Joshua Burrow, già suo doppiatore in passato.

### Clayton "Clay" Simons
Anch'egli facilmente riconoscibile dalla voce e dall'aspetto, era anche lui un personaggio dell'espansione The Lost and Damned e l'addetto ai mezzi nei Lost MC di Liberty City. Ora anche lui fa parte dell'omonima gang del chapter di Los Santos e, pur non volendo credere alla morte del suo amico Johnny, si recherà insieme a Terry ad allertare la gang del pericolo ma verrà fermato e ucciso, insieme a quest'ultimo, da Trevor, lungo il tragitto. Anche lui come Terry può essere risparmiato dal giocatore a patto di fargli raggiungere il campo dei Lost e di lasciarlo tra gli ultimi biker a dover essere uccisi, per poi permettergli di fuggire.
La sua voce è di Keith Randolphe Smith, già suo doppiatore in passato.

### Ortega
Un OG dei Varrio Los Aztecas che era in affari con i Lost e con Trevor, nel giro criminale delle armi e della droga di Blaine County. Quando scoprirà che la sezione dei Lost di Blaine County è stata sgominata da Trevor, si rifiuterà comunque di cedere i suoi affari a quest'ultimo e verrà pertanto ucciso anch'egli da Trevor che aveva già spinto la sua roulotte in un fiume con la sua jeep; in caso non si volesse ucciderlo, riapparirà nella missione "Trevor Philips Industries" dove verrà anche menzionato da uno dei Lost e verrà ucciso da Trevor o da Chef. La sua morte farà scatenare anche i Varrio Los Aztecas contro Trevor.
La sua voce è di Héctor Ramos.

### Steve Haines
Corrotto membro e alto ufficiale pluridecorato dell'FIB, collega di Dave Norton, costringerà Michael, Franklin e Trevor a lavorare per loro in molti affari in modo da aiutare l'FIB a superare l'IAA (la CIA del gioco) in diverse indagini riguardanti un importante affare di stato e un rischio terroristico. Dopo che i tre avranno aiutato in modo non lecito l'FIB, Haines progetta di ucciderli per evitare che rivelino la corruzione del loro dipartimento ma, su suggerimento di Dave, Haines deciderà di risparmiare Michael e Franklin, chiedendo però a quest'ultimo di uccidere Trevor, considerandolo incontrollabile e quindi incapace di mantenere il segreto sulla loro corruzione.

Scelte per il giocatore: 
Piano A
Franklin può obbedirgli nel piano A uccidendo Trevor.
Piano C 
Haines stesso viene ucciso dopo che i tre protagonisti avranno deciso di fare una follia e uccidere tutti i loro nemici.
Haines è doppiato da Robert Bogue.

### Devin Weston
Un antipatico multimiliardario che sfrutterà Franklin, Trevor e Michael per alcuni suoi lavoretti, in particolare il furto di alcune auto molto rare e costose, per i quali però non corrisponderà il pagamento promesso. 
Farà conoscere il regista Solomon Richards a Michael ma deciderà poi di distruggere la pellicola creata per un guadagno personale. Michael dunque per recuperare la pellicola inseguirà l'assistente di Weston, Molly, fino all'aeroporto dove però, accidentalmente, la donna morirà. Devin si arrabbierà molto per l'accaduto (possibile indizio di una relazione tra Molly e Devin) e contatterà la milizia privata Merryweather fornendo ad essa l'indirizzo di Michael per far uccidere la sua famiglia. I De Santa riusciranno a salvarsi ma Devin arriverà al punto di chiedere a Franklin di uccidere Michael.
Finale B: Franklin uccide Michael.
Finale C: Devin verrà ucciso per ultimo dopo che i protagonisti avranno sbaragliato tutti i loro nemici. 
Finale A: 
Devin rimarrà in vita e verrà dissuaso da Haines dall'uccidere Michael, il quale dovrà però aiutare Franklin a uccidere Trevor.
Weston è doppiato da Jonathan Walker.

### Ferdinand Kerimov
Chiamato anche Mr. K, è un sospetto terrorista straniero nato in Azerbaigian ma trasferitosi a Los Santos da qualche tempo. 
Probabilmente non è affatto un terrorista, visto che ripeterà più volte di aver solo riparato un impianto Home Theater per il terrorista ricercato dalle agenzie governative, ma queste lo rapiranno e non sembreranno credergli, non esitando a torturarlo comunque per avere la descrizione del ricercato e del luogo in cui abita. 
I primi a rapirlo saranno quelli dell'IAA, l'"International Affairs Agency" (la CIA del gioco), che ha anche simulato la sua morte per giustificarne la scomparsa e poterlo interrogare sul suo presunto complice. 
L'FIB intende interrogarlo per avvantaggiarsi sull'IAA e scoprire il piano di quest'ultima ma, non potendo fare irruzione nel loro quartier generale, Steve Haines incarica Michael, Franklin e Trevor di rapire Ferdinand, mentre questi viene interrogato tramite minacce e violenze. Dunque Michael con la copertura di Franklin e con l'aiuto di Trevor fa irruzione nell'edificio calandosi da un elicottero e rapendo Ferdinand. 
In seguito quest'ultimo verrà di nuovo interrogato, questa volta dall'FIB che lo farà barbaramente torturare in diversi modi da Trevor per ottenere la descrizione del terrorista da loro ricercato. 
Dopo che Michael, seguendo le sue indicazioni, ucciderà il terrorista, suo presunto complice, Haines farà capire a Trevor che Ferdinand non serviva più e che doveva quindi essere eliminato ma Trevor, rifiutandosi di obbedire agli ordini dei federali, deciderà invece di accompagnarlo all'aeroporto, consigliandogli di fuggire lontano e di raccontare dei maltrattamenti subiti dal governo statunitense. 
È doppiato da Armin Amiri.

### Molly Shultz
Formosa assistente di Weston, si occupa di gestire i suoi affari, anche quelli poco leciti. Ruberà il film Meltdown, registrato da Michael e Solomon, e minaccerà di distruggerlo ma dopo una fuga all'aeroporto morirà venendo risucchiata nella turbina di un aereo. Weston considererà Michael responsabile per la sua morte e cercherà di vendicarsi. Da questo potrebbe intuirsi che Weston aveva una relazione con la sua assistente. 
La sua voce è di Elizabeth Mason.

### Fabien Larouge
Il maestro di yoga di Amanda, di dubbie origini francesi, sfrutta le sue lezioni per palpeggiare liberamente la donna e dare sfogo alla sua fissazione per il sesso anale. Fabien infatti è un altro dei numerosi amanti di Amanda e quest'ultima con lui intraprenderà anche una breve relazione nel periodo in cui se ne andrà via di casa con i figli. 
In una missione Michael stesso dovrà fare yoga, guidato da Fabien ma, dopo aver visto gli esercizi che Fabien fa con sua moglie, si infurierà. Alla fine del gioco Michael romperà un computer in testa a Fabien, dimostrando di tenere ancora molto ad Amanda, stavolta osannato dai figli, e riappacificandosi così con sua moglie, stanca del maestro. 
Navigando su internet col cellulare dei protagonisti ed i vari pc disseminati per il gioco, è possibile visitare il sito ufficiale di Fabien. 
La sua voce è di Michael Giese.

### Floyd Hebert
Il timido e insicuro cugino di Wade. Vive a Vespucci Beach ed è proprio qui che Trevor e Wade andranno dopo la scoperta che Michael è ancora vivo. Floyd abita con la sua ragazza Debra e lavora al porto; apparentemente felice e in procinto di fare la proposta di matrimonio, finirà per ammettere, tartassato dalle battute scaltre e insensibili di Trevor, che lei stava pensando di lasciarlo e che sfrutta il suo carattere debole per prevalere su di lui. 
La sua casa ben curata verrà ridotta ad un porcile dall'usuale disordine di Trevor, il quale vi organizzerà anche un colpo ai danni della Merryweather. Al ritorno a casa di Debra scoppierà tra i due fidanzati e con Trevor stesso un furioso litigio, alla fine del quale si intuisce dal sangue sulle finestre che Trevor avrà brutalmente ucciso i due. In una scena visibile nel caso si cambi personaggio e il controllo del gioco passi a Trevor mentre questi abita a casa di Floyd, si vede quest'ultimo sotto stato di shock in un letto e con indosso un pigiama rosa mentre Trevor lo abbraccia prima di alzarsi, dal che viene fortemente lasciato intendere che Trevor abbia anche abusato sessualmente di Floyd durante il suo soggiorno nel suo appartamento. 
È doppiato da Jimmy Ray Bennett.

### Debra
Deborah, chiamata con l'abbreviativo Debra, è la fidanzata di Floyd. È una manager di successo e spesso è fuori per lavoro. Trevor sostiene (pur non conoscendola) che Debra sia una poco di buono e che sia spesso infedele a Floyd, nei periodi in cui parte per i suoi viaggi di lavoro, e forse è la verità visto che, nella sua unica apparizione, Debra nomina un certo Bob che le avrebbe insegnato ad usare la pistola. Dopo che lei darà di matto impugnando una pistola per cacciare di casa sia il fidanzato che Trevor, questi la ucciderà brutalmente e con disprezzo, venendo costretto ad uccidere anche Floyd sobillato da Debra. Viene citata spesso ma appare fisicamente solo una volta. 
La sua voce è di Claire Byrnes.

### Solomon Richards
Un vecchio produttore, realizzatore di molti dei film preferiti di Michael, il quale lavorerà per lui aiutandolo a registrare il film "Meltdown" e verrà assunto presso il suo studio cinematografico, ma solo alla fine del gioco. Ha diversi debiti con la mafia e con Devin Weston e Michael lo aiuterà a risolvere i suoi problemi e a completare il suo film. Ama parlare con Michael citando frasi di vecchi film, lasciando all'ex rapinatore la possibilità di indovinare il titolo. La sua voce è di Joel Rooks.

### Rocco Pelosi
Già apparso in Grand Theft Auto IV: The Ballad of Gay Tony, Rocco Pelosi era un uomo d'onore della famiglia Ancelotti di Liberty City. Ora a Los Santos gestisce un suo giro di affari e ha costretto un attore importante a non lavorare più per Solomon Richards. Verrà picchiato e poi ucciso da Michael. 
La sua voce è di Gregg Siff, già suo doppiatore in passato.

### Wei Cheng & Tao Cheng
Il primo è boss di un'importante Triade Cinese, il secondo è il suo figlio tossicodipendente. Tao non parla in inglese e quindi si presenterà a Sandy Shores accompagnto da un uomo orientale che gli fa da interprete, per permettergli di entrare in affari con Trevor nel giro del traffico di armi e droga, per conto del padre di Tao, Wei Cheng. Tuttavia dopo aver conosciuto Trevor i due cambieranno idea decidendo invece di mettersi in affari con i fratelli O'Neil. Per ripicca Trevor distruggerà il laboratorio di metanfetamine degli O'Neil e il loro giro di affari. Cheng Senior si vendicherà mettendo una taglia su Trevor e facendo rapire Michael che verrà poi liberato da Franklin.
Nel finale C Wei e Tao Cheng verranno entrambi uccisi da Franklin. 
Le loro voci sono di George Cheung e Richard Hsu.

### Traduttore di Tao Cheng
Il traduttore di Tao Cheng è un uomo orientale che accompagnerà quest'ultimo per fargli da interprete e permettergli di fare affari con Trevor Philips a Sandy Shores. 
Nel finale C può morire insieme ai suoi capi per mano di Franklin. 
La sua voce è di Phil Nee.

### Fratelli O'Neil
Sono una banda di fratelli che gestisce un giro di droga nella contea di Los Santos a Blaine County, hanno come base la loro fattoria (nella quale hanno un grande laboratorio di metanfetamine) con numerosi scagnozzi a difenderla. I fratelli O'Neil sono in tutto dieci: Dale, Doyle, Daryl, Dalton e Don, Earnie, Earl, Elwood, Walton, Wynn. La loro "gang" è tuttavia composta da diversi altri scagnozzi. Verranno completamente sgominati da Trevor, che distruggerà la loro fattoria. Ne sopravviveranno solo 3, che verranno uccisi da Trevor con l'aiuto di Franklin e Michael nella missione "Predator". 
Le loro voci sono di Matt Carlson, Joe Curnette ed altri attori non accreditati.

### Patricia Madrazo
Donna cinquantasettenne della quale Trevor si innamorerà perdutamente, moglie del potente boss Martin Madrazo. Non sembra essere del tutto lucida, in quanto spesso giudicherà Trevor un brav'uomo e non si opporrà minimamente al suo rapimento da parte di costui. Peraltro è infelicemente sposata con un criminale che la tradisce, la umilia e la maltratta correntemente. Sembra ricambiare i sentimenti che Trevor ha per lei ma, malgrado ciò, per tenere fede al matrimonio insisterà per tornare alla vita coniugale. Trevor però si assicurerà che Martin non la maltratti più, minacciandolo. 
La sua voce è di Olivia Negron.

#### GTA Online
Nel gioco online, il protagonista dovrà recuperare foto compromettenti di Patricia insieme con Trevor, per conto del figlio Miguel Madrazo.
Patricia è un personaggio muto e del tutto ingestibile e si può incontrare spesso nel night club The Music Locker in compagnia del figlio e di altre persone, uomini e donne, dedita al bere e allo stordimento.

### U.L. Paper
Il contatto memorizzato in GTA IV da Niko Bellic come U.L. Paper, ovvero United Liberty Paper, compare anche in GTA 5 e qui si scoprirà far parte dell'IAA. Inizialmente prova ad arrestare Steve Haines per corruzione e successivamente, in un conflitto a fuoco con i membri corrotti dell'FIB, può venire ucciso da Michael o dall'FIB o alternativamente riuscire a scappare.
In tal caso sopravviverà alle ferite, e verrà rapito nel 2018 da un commando russo capitanato da Bogdan, che tenta di estorcergli informazioni su Avon Hertz e su Cliffford.
La sua voce è di Milton James, già suo doppiatore in passato.

#### GTA Online
Verrà scortato in un rifugio sicuro dal Personaggio di GTA Online.

### Merryweather Security Consulting
L'agenzia militare della Merryweather. Verrà presa di mira da Trevor più volte mentre cercherà durante i suoi colpi di appropriarsi delle armi che essa possiede. L'agenzia quindi scatenerà una temibile vendetta contro Trevor ma anche contro Michael che in più missioni aiuterà l'amico nei suoi colpi.

### Jay Norris
Cofondatore di Lifeinvader (parodia di Facebook) e socio di iFruit (parodia della Apple), verrà ucciso tramite una bomba che Lester farà inserire da Michael in un prototipo di smartphone che Norris doveva pubblicizzare. 
La sua voce è di David Cope.

### Lazlow Jones
Lazlow Jones è uno dei produttori del gioco, che ha sempre fatto il DJ o comunque sporadiche apparizioni nelle stazioni radio dei precedenti giochi ma in questo capitolo compare per la prima volta fisicamente. 
Il personaggio di Lazlow nel gioco è quello del presentatore del talent show Fame or Shame, che viene costantemente preso in giro dalla giuria. È ossessionato dal sesso ma allo stesso tempo non ci sa fare molto con le donne, cerca di convincere Tracey, la figlia di Michael, ad andare a letto con lui se vuole partecipare al programma. 
Michael, con l'aiuto dello "zio" Trevor, lo picchierà e lo minaccerà costringendolo a far partecipare sua figlia allo show senza dover andare a letto con lui. Lazlow è inoltre schedato nel database dalla polizia di Liberty City visualizzabile in GTA IV per atti osceni in luogo pubblico.
La voce del personaggio è dello stesso Jones.

#### GTA Online
Lazlow, nel 2018, viene assunto dal Personaggio di GTA Online nel suo Nightclub privato.

## Personaggi minori

### Brad Snider
Ex complice e amico di Michael, ma soprattutto di Trevor. Compare solo nel prologo, durante il quale viene ucciso da un colpo da cecchino sparato dall'agente FIB Dave Norton nell'ultima rapina effettuata a North Yankton dalla banda di Michael. Trevor crederà, invece, che sia stato arrestato, viste le false e-mail e lettere che Dave Norton e l'FIB spedivano a Trevor stesso a firma di Brad. In realtà, dopo la sua morte Brad è stato seppellito nel cimitero di Ludendörff sotto il nome di Michael Townley che invece era entrato nel programma protezione testimoni dell'FIB. In seguito, Trevor, sospettando nella missione "Seppellire l'ascia di guerra" che negli ultimi 9 anni Brad possa essere morto e sepolto al posto di Michael, scoprirà la verità andando a scavare nella tomba di quest'ultimo, trovando il cadavere dell'amico Brad. A detta di Lester, Brad era un uomo cattivo e mentalmente instabile quasi quanto Trevor, ma molto meno affidabile di lui, non avendo la sua stessa intelligenza nel rispettare i piani da loro stipulati né le sue abilità con le armi da fuoco, e per questo motivo secondo lui non era un valido membro per la loro squadra. Lester e Michael lo avrebbero volentieri scaricato, se non fosse stato per la forte amicizia che aveva con Trevor. A detta di Michael, Brad è stata la persona sbagliata a venire uccisa a North Yankton, in quanto Dave avrebbe originariamente dovuto solo arrestare Brad ed eliminare invece Trevor, in quanto quest'ultimo era troppo pericoloso e non si sarebbe mai fatto prendere vivo. Infatti, nel prologo si può vedere che il proiettile da cecchino sparato da Dave era indirizzato a Trevor, ma Brad ha avuto la sfortuna di passargli davanti proprio in quel momento, venendo centrato per sbaglio, al che Dave era stato costretto ad improvvisare sparando anche a Michael il colpo a salve, per permettergli di simulare la sua morte nella speranza che anche Trevor si facesse arrestare o uccidere pur di aiutare i suoi amici. 
È doppiato da Ryan Woodle.

### Chef
Il suo nome non viene rivelato, ma viene sempre chiamato Chef, cuoco. Lavora per la TP Enterprises ed è uno dei tiratori di Trevor. 
Viene chiamato "cuoco" poiché, quando non aiuta Trevor nei suoi conflitti a fuoco con altre gang della contea, si occupa di preparare metanfetamine (in slang: cucinare) nella fabbrica di quest'ultimo. Lo aiuterà inoltre a respingere l'assalto dei Varrio Los Aztecas. Può anche venire scelto durante i colpi come tiratore da Michael. Molto probabilmente il personaggio è ispirato a Walter White di Breaking Bad. Forse era un compagno d'armi di Trevor durante la guerra fredda o si è esercitato molto al poligono di tiro per aver imparato ad usare le armi da fuoco quasi al pari di Trevor stesso. 
La sua voce è di Anthony Cumia.

### Kyle Chavis
È il maestro di tennis di Amanda. Spesso approfitta del proprio ruolo per palparla con la scusa di mostrarle le giuste posizioni da assumere per colpire la palla ma ciò non sembra affatto dispiacere ad Amanda, che addirittura si concederà a lui più volte. Chavis infatti è uno degli amanti di Amanda e durante uno dei loro rapporti verranno sorpresi da Michael che furibondo farà fuggire il maestro di tennis dalla finestra di casa sua, inseguendolo insieme a Franklin fino alla sua villa in collina ed arrivando a farla crollare per ripicca. Poi però Michael scoprirà che in realtà la casa apparteneva ad un'altra delle amanti di Chavis, che è anche l'amante del pericoloso Martin Madrazo, e sarà costretto a dover ripagare quest'ultimo. Chavis tuttavia intimidito da Michael fuggirà da Los Santos e non comparirà più nel gioco. Il suo nome non viene mai menzionato ma appare su LifeInvader (Facebook del gioco) dove si scusa con Michael per quanto successo con sua moglie.
La sua voce è di Brad Schmidt.

### Natalia
La bella amante di Martin Madrazo, una ragazza di nazionalità russa e che ha la metà dei suoi anni, abita in una villa su una collina di Vinewood; tale casa ha un valore di più di 2 milioni di dollari (lo si può dedurre dalla cifra pagata da Michael per far ricostruire l'abitazione) e le è stata regalata da Madrazo. Michael infatti farà crollare tale villa distruggendo le colonne portanti della casa, agganciandole al suo furgone, credendo sia l'abitazione del maestro di tennis con cui sua moglie Amanda lo tradisce. 
Natalia contatterà immediatamente il suo amante Madrazo che pretenderà di essere risarcito del danno da Michael. È probabile che il maestro di tennis sia suo amico o abbia a sua volta una relazione con lei visto che per scappare da Michael si rifugia a casa sua.
La sua voce è di Vanessa Lemonides. 

### Cris Formage
Il creatore del culto dell'Epsilon Program, religione già menzionata in GTA San Andreas, in GTA IV e in GTA Vice City Stories, appare come personaggio solo nel caso in cui Michael decida di fingersi un membro dell'Epsilon iscrivendosi tramite il sito web del culto, per poterlo in realtà derubare. 
Cris possiede un sito web sull'Epsilon e pare che negli ultimi anni la sua pseudo religione stia avendo un incredibile successo nel mondo di GTA. 

Nel caso si svolgano tutte le missioni per l'Epsilon presenti nel gioco dopo essersi iscritti al sito del Programma, Formage apparirà nell'ultima missione svolta per il culto. 

Nelle missioni dell'Epsilon Program, si dovranno versare continuamente ingenti somme di denaro (fino a 50.000 dollari) sul conto di Formage e svolgere missioni particolarmente fastidiose, tra le quali usare un dispositivo sonda per trovare "la verità" ed espiare i "peccati" da miscredente di Michael, facendogli trascorrere ben dieci giorni con addosso le vesti di Cris Formage (una specie di tuta celeste e bianca acquistabile per ben 10.000 dollari sul sito dell'Epsilon nel gioco) e correre nel deserto per otto chilometri ininterrotti. 
La finalità perseguita da Michael nel fingersi un convinto adepto offrendo più volte i suoi servigi nonché le suddette e reiterate ingenti donazioni è ottenere la fiducia di Cris e convincerlo a dargli l'incarico di aiutare gli altri Epsilonisti a trasferire un'ingente somma di denaro su un elicottero: alla fine di tali missioni secondarie, infatti, Michael avrà la possibilità di derubare Cris e il suo culto di ben 2.100.000 dollari.
Per derubare i membri del culto si dovrà semplicemente fingere di portare la macchina contenente i soldi all'elicottero, ma invece di recarsi a destinazione seguendo gli altri Epsilonisti, si dovrà fuggire a bordo dell'auto in modo da potersi impadronire dei soldi. 
Si verrà perciò inseguiti da numerosi membri dell'Epsilon Program armati sino ai denti, sia su auto che su un elicottero, e si dovrà scappare da loro e seminarli oppure ucciderli tutti mantenendo però in salvo l'auto con i soldi affidata da Cris. Riuscendo a sopravvivere e a tenersi la macchina con i soldi dell'Epsilon, Michael terrà i 2 milioni di dollari e riceverà una telefonata da Cris che lo definirà un traditore maledetto dal suo culto, mentre egli deriderà Formage e gli dirà che tali soldi sono il suo risarcimento per tutto quello che gli Epsilonisti gli hanno fatto passare durante le assurde commissioni che gli hanno affidato. 
Alternativamente il giocatore potrà limitarsi ad eseguire i loro ordini fino alla fine e a consegnar loro i due milioni di dollari venendo successivamente ricompensato solo con un trattore dell'Epsilon Program, un trofeo nascosto nelle versioni PS3 e PS4 del gioco. 
La voce di Cris Formage è di Fred Melamed già suo doppiatore in GTA: San Andreas dove il suo personaggio non compariva fisicamente, ma era talvolta udibile mentre parlava nelle pubblicità dell'Epsilon alla radio e in un'intervista con Lazlow sulla radio WCTR.

### Personaggi "Sconosciuti e folli"
Un'innovazione di GTA V tra i Personaggi minori sono gli "Sconosciuti e folli" che, a differenza di quelli casuali che compaiono solo a patto di trovarsi nei pressi della zona dove è possibile incontrarli, sono invece segnati sulla mappa. 
Gli "Sconosciuti e folli" hanno come icona un punto interrogativo sulla mappa di gioco, e successivamente le iniziali del personaggio incontrato con un punto interrogativo accanto, nel caso sia possibile incontrarli più di una volta. 
Le missioni dei personaggi "Sconosciuti e folli" sono secondarie tranne una, la prima svolgibile per Tonya Wiggins.

#### Tonya Wiggins
È il primo personaggio tra gli "Sconosciuti e folli" con cui si può entrare in contatto. 
Tonya è un'amica d'infanzia di Franklin ed egli potrà incontrarla davanti a casa della propria zia Denise. 
Tonya è una tossicodipendente consumatrice abituale di crack, che però dice di aver smesso di fumare e si farà aiutare da Franklin a rimorchiare auto con un carro attrezzi, svolgendo il lavoro per conto del suo ragazzo JB Bradshaw, così annebbiato dagli stupefacenti da non poter lavorare egli stesso (JB è a sua volta un amico di Franklin e verrà menzionato spesso ma non apparirà mai fisicamente nel gioco). 
Chiamandola dal cellulare di Franklin, si possono continuare a svolgere diversi lavori con il loro carro attrezzi ed in seguito è possibile incontrarla un'ultima volta e svolgere un'altra missione secondaria, ancora con il carro attrezzi assieme a lei, dopodiché l'attività sarà acquistabile da Franklin. A detta di Tonya, Franklin ha perso la verginità con lei all'età di tredici anni, ma lui nega tutto obiettando che, sì, la donna parla di continuo di "quella storia", ma che in realtà lui ricorda che non fosse successo niente tra di loro, a parte il fatto che avessero esagerato con il consumo di marijuana.
Franklin è il solo che con lei potrà avviare più missioni secondarie incontrandola.
Tonya può anche venire incrociata da Michael e Trevor ma con essi avrà solo dei brevi dialoghi nei quali si insulteranno a vicenda, in quanto essi la giudicheranno una povera drogata mal ridotta, al che lei si offenderà, avendole loro precedentemente offerto soldi in cambio di prestazioni sessuali.
La sua voce è di Brianna Colette.

#### Signora Philips
La madre di Trevor, incontrabile solo dopo la fine del gioco (e nel caso non sia stato scelto il finale A). 
Da giovane era stata una spogliarellista ma nel presente del gioco si presenta ormai anziana alla roulotte di Trevor. 
La donna, come in passato, cerca di abbattere continuamente l'autostima del figlio, riuscendo così a fargli svolgere attività criminali per suo conto, come rubare un furgone della Deludamol : questa sarà una delle missioni di "Sconosciuti e folli”.
È possibile che tale missione sia in realtà un'allucinazione di Trevor stesso, in quanto, dopo aver rubato il furgone da lei richiesto, Trevor tornando alla sua roulotte chiama sua madre a gran voce ma ella non è più presente e non ricomparirà mai più all'interno del gioco. 
La sua voce non è stata accreditata, ma alcune indiscrezioni indicano Geraldine Moffat (ex attrice inglese, nonché madre dei fratelli Houser, i creatori di Grand Theft Auto) come doppiatrice della signora Philips.

#### Hao
Probabilmente ispirato al personaggio di Johnny Tran del film Fast and Furious, Hao è un amico di Franklin Clinton di origini orientali, che lavora in uno dei numerosi Los Santos Customs. Può essere incontrato in una delle missioni per "Sconosciuti e folli" a Forum Drive, ma solo da Franklin, e si possono effettuare varie gare di macchine contro di lui. 
La sua voce è di Rob Yang.

#### Beverly
Un paparazzo che si incontra a Vinewood per le missioni “Sconosciuti e folli" solo come Franklin. 
Richiesto da lui, Franklin potrà scattare diverse foto/video di celebrità. 
Lo si incontra per tre volte: nell'ultimo incontro può venire ucciso o malmenato in quanto si rifiuterà di pagare Franklin per le foto da lui scattate per suo conto, ed in questo caso si guadagnano 241 dollari derubandolo. 
In una delle sue missioni sarà possibile fotografare in diversi momenti imbarazzanti Poppy Mitchell, giovane attrice già apparsa in una missione secondaria dell'espansione di GTA 4, The Ballad of Gay Tony. 
La sua voce è di Geoffrey Cantor.

#### Maude
È una donna in sovrappeso che abita nella contea di Blaine e in qualche modo conosce Trevor. Può essere incontrata tra gli "Sconosciuti e folli" e dopo un colloquio fornirà a Trevor via e-mail dettagli su criminali latitanti da arrestare per riscuoterne la taglia. 
La sua voce è di Jodie Lynn McClintock.

#### Dom
Un miliardario che Franklin incontrerà in una maniera molto strana nelle missioni "Sconosciuti e folli". Infatti un cane randagio porterà Franklin da Dom che era rimasto appeso ad un albero dopo aver fatto paracadutismo. Il cane sparirà subito dopo come se non ci fosse mai stato, è probabile che sia stato solo immaginato da Franklin che probabilmente era sotto l'effetto di droghe, visto che addirittura Franklin sembrerà comprendere i latrati del cane. La cosa strana è che "il cane" lo porterà proprio da Dom che era in difficoltà. Dom è un tizio eccentrico che vive la vita in maniera spericolata facendo salti col paracadute, lanciandosi dagli aerei a bordo di veicoli e molto altro ancora. Franklin potrà svolgere le sue folli attività per ben tre volte sempre nelle missioni "sconosciuti e folli". Dom morirà alla fine della missione secondaria Rischio non calcolato dopo essersi buttato dalla diga senza il paracadute. 
Il cane in verità era quello di Michael, infatti in casa sua si può trovare una foto del cane, probabilmente morto. 
Dom è doppiato da Tony Van Halle.

#### Barry
Viene incontrato nelle missioni "Sconosciuti e folli".
È un tizio ben vestito che ha creato una campagna pubblicitaria per convincere la gente a votare per la legalizzazione della marijuana. 
Viene incontrato da tutti i personaggi. 
Franklin reputerà la roba che gli farà fumare "secca". In seguito Franklin potrà recuperare altra droga per conto suo. 
Anche Trevor e Michael possono incontrarlo e in queste occasioni Barry farà loro provare un tipo di erba molto forte che farà loro avere delle strane allucinazioni.
La sua voce è di Tuck Milligan.

#### Mary Ann
Donna di 39 anni, considerata attraente ma di fatto isterica e fissata con gli esercizi ginnici. Viene incontrata da tutti e tre i protagonisti tra gli "Sconosciuti e folli". 
Franklin la incontrerà in riva al mare intenta ad allenarsi. Dopo averlo accusato di essere un guardone, la donna sfiderà Franklin in una gara di triathlon. 
Viene poi incontrata da Michael, il quale parteciperà ad una breve gara a piedi con lei. 
L'ultimo che incontrerà sarà Trevor che metterà K.O. il suo ragazzo, dicendo di essersi innamorato di lei. Mary Ann scapperà da lui con una bici ma Trevor crederà di essere stato sfidato in una gara. 
Manda inoltre un post su LifeInvader a Michael. 
La sua voce è di Dawn McGee.

#### Nigel e Mrs. Thornhill
Una coppia di eccentrici anziani inglesi in vacanza in America, che possono essere incontrati a Vinewood da Trevor nelle missioni "Sconosciuti e folli". 
Essi hanno la fissazione per le celebrità americane e scambieranno Trevor per un famoso attore di nome "Jock Cranley”, chiedendogli di farsi una foto assieme a loro mentre finge di strangolare Nigel. Trevor invece proverà a strozzare davvero Nigel ma, dopo essere stato preso a borsettate dalla signora Thornhill, si fermerà avendo un debole per le donne anziane. Successivamente i due gli chiederanno di aiutarli a trovare souvenir, oggetti posseduti dalle celebrità di Los Santos. Trevor li aiuterà procurando loro il dente d'oro del cantante solista dei Love Fist, il collare del cane di Kerry McIntosh (modella famosa già apparsa in The Ballad of Gay Tony in una missione secondaria), la mazza da golf di un famoso golfista di Los Santos e i vestiti di un altro attore. Successivamente i due anziani, che riveleranno di non essere sposati ma di essersi conosciuti online, si dimostreranno sempre più mentalmente instabili chiedendo a Trevor dapprima di aiutarli a rapire un famoso attore italoamericano di nome Al Di Napoli dopo un inseguimento in auto e poi di ucciderlo per evitare che quest'ultimo li denunci. 
Tuttavia è lasciata al giocatore la scelta di farsi pagare da Di Napoli e di rilasciarlo. Alternativamente, Trevor gli farà fare una fine cruenta posizionando sui binari ferroviari l'auto con all'interno Al, lasciandolo chiuso nel bagagliaio al passaggio del treno.

#### Marnie Allen & Jimmy Boston
La prima era già comparsa come personaggio casuale in GTA IV. Ricompare anche in GTA 5 questa volta nelle missioni "Sconosciuti e folli" riguardanti l'Epsilon Program, religione alla quale Marnie dirà di aver aderito, e quindi la si incontrerà come una dei tanti membri dell'Epsilon, dal che si deduce che gli sforzi che aveva detto di aver fatto nel gioco precedente, per "mettere la testa a posto" e vivere come una persona normale, sono stati vani. L'altro personaggio, Jimmy Boston, è invece un attore famoso nel mondo di GTA, probabilmente ispirato a Tom Cruise, ed anch'egli è un convinto seguace dell'Epsilon Program: verrà incontrato insieme a Marnie da Michael nelle missioni secondarie svolgibili per l'Epsilon Program. 
La voce di Marnie è di Reyna de Courcy.

### Josh Bernstein
Un comune agente immobiliare disoccupato che potrà essere incontrato da Trevor vicino alla casa di Michael, egli darà come missione a Trevor il compito di distruggere i cartelli "For Sale" delle proprietà di un suo collega rivale, Lenny Avery, che Trevor nella missione conclusiva dovrà punire. Dopo aver terminato il lavoro Josh ingannerà ancora Trevor dicendogli di aver bisogno che la sua stessa casa venga distrutta. Quando Trevor lo avrà fatto, Josh lo denuncerà ai poliziotti come stalker convincendoli ad arrestarlo. Trevor dunque dovrà fuggire ma prima della fuga può uccidere lo stesso Josh. La sua voce è di Joseph Adams.

### Cletus Ewing
Amico e vicino di casa di Trevor, lo aiuta ad andare a caccia in due missioni, la prima ai coyote e la seconda agli wapiti; darà inoltre anche la possibilità a Trevor, una volta concluse tali missioni, di andare quando vuole a caccia in una zona ricca di animali vicino a Sandy Shores. La sua voce è di Ian Scott McGregor.

### Omega
Un visionario che desidera 50 parti di un'astronave per la costruzione di un suo oggetto simile ad una nave spaziale e ne affiderà la ricerca a Franklin. La sua voce è di Alex Bilu.

### Ursula
È un'autostoppista che si incontra come personaggio casuale a Sandy Shores solo nei panni di Franklin o di Trevor, a cui chiederà un passaggio. 
All'inizio sembrerà la tipica brava ed attraente ragazza di campagna con la passione per le escursioni nel deserto, ma dai suoi discorsi apparirà ovvio che ella è afflitta da forti disordini mentali e fissazioni. Dice infatti di voler diventare ricca e famosa con la bizzarra idea di fabbricare scarpe a forma di piede, ignara del fatto che già esistano. Probabilmente i suoi problemi e le sue fisse sono dovuti ai traumi che dice di aver subito da ragazzina per mano di sua madre. Ella racconta infatti che sua madre spesso la picchiava e che una volta le tagliò tutti i capelli a zero e la rinchiuse nel seminterrato di casa loro per giorni, in quanto non voleva che lei potesse frequentare dei ragazzi. Ciò portò Ursula a diventare una donna piuttosto violenta al punto da uccidere le persone che la fanno arrabbiare. Infatti, seppur non lo ammetta direttamente, dai suoi discorsi è possibile intuire che ha ucciso diverse persone in quanto afferma che sua madre è morta in un cruento incidente e che possiede ancora i suoi capelli nello zaino, così come un ragazzo di nome Johnny che le aveva dato un passaggio e del quale lei si era innamorata. 
Ursula racconta infatti che quest'ultimo una volta fu scortese con lei, e a sua detta ha poi anche lui avuto un incidente strozzandosi con la sua stessa mano. Qualcosa di simile era avvenuto al suo giardiniere, che parlava alle sue spalle ed aveva poi avuto anch'egli un "incidente" precipitando giù dalla collina dove ella risiede. 
Inoltre talvolta chiamandola al cellulare Ursula dice di dover "seppellire letteralmente un problema", e più volte affermerà che non si può entrare in camera sua in quanto deve farla riverniciare. 
Da tutti questi dettagli il gioco pare suggerire che ella sia segretamente una serial killer al pari di Eddie Low (personaggio casuale di GTA IV). 
Malgrado ciò, a differenza di Eddie, non sembrerà intenzionata a far alcun male al protagonista, dimostrandosi anzi piuttosto ben disposta verso Franklin o Trevor (in base a chi dei due l'ha incontrata), dicendo di gradire molto la loro compagnia. Ursula vive da sola nella casa della sua defunta madre vicino al faro del porto di Blaine County e dice di soffrire tremendamente di solitudine: per questo lascia il suo numero telefonico al protagonista, facendogli fortemente capire di essere disposta ad avere rapporti sessuali con lui a patto che quest'ultimo passi ogni tanto a trovarla a casa sua. Infatti chiamandola, come per le spogliarelliste, sarà possibile accordarsi per andarla a prendere nella zona di Sandy Shores per riaccompagnarla a casa sua, dove ella avrà dei rapporti sessuali con il protagonista. Dimostrerà dai suoi discorsi durante il sesso di essere una donna particolarmente violenta anche a letto, oltre ad avere una fissazione per le attività strane e masochiste dal momento che è possibile sentirla dire di voler fare l'amore nel letto della madre e talvolta di voler essere picchiata dal protagonista o di volere che quest'ultimo indossi un pannolino e che la guardi fissa negli occhi durante l'amplesso. 
Si dimostrerà totalmente diversa a rapporto concluso invece, apparendo molto provocante e docile nei messaggi che manda al protagonista dopo il sesso inviandogli foto sexy di lei semi nuda e dicendogli di sentirsi estremamente soddisfatta, similmente a quanto accade con le sopracitate spogliarelliste.

### Alissa Macallene
Anche nota con il nomignolo Liz, è un'altra ragazza molto attraente che sarà disponibile ad avere rapporti sessuali con il protagonista (ma esclusivamente con Franklin). Infatti essa può venire incontrata solo dopo aver comprato l'impresa di taxi nota come Downtown cab & co. come Franklin ed aver ricevuto diverse chiamate dal gestore Alonzo. In una di queste telefonate Alonzo chiederà a Franklin di dargli un passaggio per andare a prendere la sua ragazza Liz, che ha avuto un incidente. Una volta incontrata la ragazza, Franklin le farà un complimento per il suo fisico al che Alonzo, geloso, tenterà di malmenare Franklin e quest'ultimo potrà metterlo KO picchiandolo. Successivamente Liz si farà accompagnare a casa sua a Forum Drive da Franklin dicendogli che il suo rapporto con Alonzo era già compromesso ed in crisi da tempo, lasciando inoltre al protagonista il suo numero e facendogli capire di essere interessata a rivederlo per divertirsi con lui. In seguito sarà possibile chiamare la ragazza e andarla a prendere alla sua università per poi riaccompagnarla a casa ed avere dei rapporti sessuali con lei similmente a quanto è possibile fare con le spogliarelliste e con Ursula. Liz si rivelerà una ragazza piuttosto viziata e con la passione per la bella vita e soprattutto per il sesso autodefinendosi perennemente eccitata e disposta anche ad avere rapporti di gruppo con le sue coinquiline se esse sono a casa mentre lei è con Franklin. È possibile avere Liz come amante anche senza effettuare la missione secondaria dei taxi di Alonzo, basta digitare il suo numero sul cellulare nel gioco, ovvero 611-555-0126 ed in questo modo sembrerà che Franklin e Liz si siano in qualche modo già conosciuti in passato e potranno vedersi comunque per i loro "appuntamenti". Utilizzando quest'ultimo metodo anche Michael e Trevor possono telefonare Liz ed avere rapporti con lei.

### Criminali generici e collaboratori ai colpi
Lester rintraccerà alcuni dei più noti criminali reperibili a San Andreas e Michael potrà scegliere quali di loro far partecipare durante i loro colpi e rapine. Tali criminali sono: Karl Abolaji, Norm Richards, Paige Harris, Patrick McReary, Rickie Luckens, Taliana Martinez, Chef, Christian Feltz, Daryl Johns, Eddie Toh, Gustavo Mota, Hugh Welsh, Karim Denz. 
Le loro rispettive abilità dovranno essere ricompensate adeguatamente e influiranno sul guadagno dei colpi: il giocatore nei panni di Michael dovrà dunque tener presente che più un criminale è bravo, più dovrà pagarlo ma se sarà poco esperto potrebbe fargli perdere comunque una gran parte del guadagno, facendosi arrestare, perdendo tempo o morendo, se Michael non riuscirà ad evitarlo. 
I criminali hanno vari compiti: tiratore, autista e hacker. Alcuni di loro possono essere incontrati come personaggi casuali, altri durante alcune determinate missioni (e quindi saranno disponibili solo dopo esser stati incontrati), altri ancora verranno semplicemente selezionati da Lester e quindi saranno disponibili da subito. 
Le loro voci sono di Jaime Lincoln Smith, Evan Neumann, Julie Marcus, Ryan Johnston, Perry Silver, Carolina Ravassa, John Mooney, Benton Greene, David Shih, Reza Salazar, Andrew Totolos e Matt Hopkins.

### La setta degli Altruisti
Una setta di persone estremiste che vivono fuori dalla civiltà ed in modo arretrato se non primitivo. Risiedono in un campo barricato nelle aree montuose e boschive di Blaine County e sono piuttosto pericolosi in quanto ben armati, numerosi e organizzati. Sembrano anche credere in una non chiara religione inventata da loro. Malgrado dicano di voler solo offrire la salvezza alle persone che hanno smarrito la retta via, in realtà sono dei maniaci che rapiscono turisti e persone ingenue, per poi recluderli nel loro campo per usarli come cavie e condurre strani esperimenti su di loro. Spesso si divertono anche ad infliggere tremende punizioni e torture corporali tra cui violenze sessuali e atti di cannibalismo sulle persone da loro rapite. Nel migliore dei casi, i prigionieri vengono semplicemente costretti ad unirsi alla loro setta e a rimanere a vita nel loro campo. 
Trevor pare conoscere già tale setta e, se il giocatore lo vorrà, potrà fargli portare al loro campo i personaggi che incontra per caso e che hanno bisogno di un passaggio. 
Gli Altruisti li faranno subito prigionieri e li costringeranno ad entrare nel loro campo. Per ogni persona portata si ricevono mille dollari come compenso dalla setta degli Altruisti. Tuttavia, dopo la terza consegna, lo stesso Trevor verrà ingannato e fatto prigioniero da costoro e sarà pertanto costretto ad entrare nel loro campo. 
Il giocatore dovrà quindi farlo scappare uccidendo i membri della setta con un fucile che Trevor ruberà da loro. Nel campo della setta è possibile trovare molte armi tra le quali mitragliatrici e lanciarazzi e diverse valigette contenenti 25000 dollari.

### Patrick McReary
Noto perlopiù come "Packie", è un delinquente di origini irlandesi, cocainomane e rapinatore con molta esperienza. È stato uno dei personaggi di rilievo di GTA IV e sarà presente anche in GTA V, ma in questo gioco sarà solo uno dei tanti scagnozzi che potranno venire reclutati da Michael per le sue rapine. 
Può essere incontrato a Forum Drive come personaggio casuale fin dall'inizio del gioco. 
Come la maggior parte dei vecchi personaggi di GTA 4, anche Packie sembrerà essere caduto in disgrazia in GTA 5, infatti mentre in passato era stato un gangster della mafia irlandese che organizzava importanti colpi in proprio e per la mafia italiana, ora è solo un criminale di basso rango che svolge rapine spesso arrangiate per comprarsi le dosi di cocaina. Infatti lo si incontrerà intento a svolgere una rapina ad una drogheria, ma sarà impossibilitato a scappare perché il suo complice ha dimenticato di preparare l'auto per la fuga. Vi chiederà di farlo fuggire dalla polizia in cambio di una piccola parte del compenso. In seguito vi lascerà il suo nominativo e può venire selezionato tra i criminali generici da ingaggiare da Michael: potrà così far parte della squadra come tiratore durante i colpi e le rapine. Pur non essendo più il gangster di un tempo, Packie ha ancora un'ottima esperienza e il suo aiuto risulta spesso prezioso per la riuscita dei colpi. Il suo compenso sarà tuttavia elevato. Alternativamente, incontrandolo nei panni di Trevor, si potrà decidere invece di portarlo alla setta degli Altruisti. La sua voce è di Ryan Johnston, già suo doppiatore nel capitolo precedente.

### Karen
È una donna che lavora per l'IAA. La si vedrà intenta ad interrogare Ferdinand Kerimov, che l'FIB ordinerà ai protagonisti di rapire per avere indizi su di un importante terrorista straniero. Karen era già apparsa in GTA IV inizialmente sotto il falso nome di Michelle, essendosi finta la fidanzata del protagonista del gioco, Niko Bellic, che aveva in realtà ingannato per costringerlo a lavorare per il suo superiore U.L. Paper, membro di alto rango dell'IAA. 
Doppiata da Rebecca Henderson, già sua doppiatrice nel capitolo precedente.

#### GTA Online
È lei a fornire al Personaggio Online le schede di accesso alla sala di ricerca dei Laboratori Humane.

### J.B. Bradshaw
Non appare mai nel gioco ma spesso verrà menzionato. Non si conosce il suo vero nome ma solo l'abbreviativo J.B. È un membro delle Famiglie di Chamberlain Hills, spacciatore e consumatore di crack. Lavora al deposito sequestri di Forum Drive, e con il suo carro attrezzi rimorchia le auto. Spesso non può andare al lavoro perché è sotto l'effetto di stupefacenti, allora Tonya di tanto in tanto chiederà a Franklin di svolgere il suo lavoro. Il giocatore nei panni di Franklin può decidere di effettuare delle missioni secondarie con il carro attrezzi di JB, incontrando Tonya davanti a casa della zia Denise, ed in seguito chiamandola al cellulare per farsi dire il lavoro da effettuare. Il suo nome probabilmente è un riferimento voluto dei produttori al wrestler della WWE, John Bradshaw Layfield (anche detto J.B.L.).

### Tavell Clinton
Cugino di Franklin, non compare fisicamente nel gioco, infatti si è trasferito a Liberty City (la stessa di GTA IV) da qualche mese come è possibile leggere nei suoi commenti sulla pagina LifeInvader di Franklin. Cliccando sulla pagina di Tavell è possibile leggere tra i suoi post alcuni riferimenti a personaggi già comparsi in GTA IV, infatti nomina l'impresa di taxi di Roman Bellic dicendo che lascia molto a desiderare (con tale citazione, inoltre, conferma che Roman è vivo e quindi che il finale "Vendetta" di GTA 4 è quello canonico). 
Nomina anche Pathos, personaggio casuale incontrabile a Liberty City in GTA 4, facendo un riferimento alle due missioni secondarie che lo vedevano protagonista in quest'ultimo gioco, dicendo che ha provato a vendergli il suo CD per strada; Tavell aggiungerà che se avesse provato a farlo nella sua città sarebbe stato picchiato (cosa che accadde anche in GTA 4 dove Pathos era stato però difeso da Niko Bellic). Inoltre sembra fare una citazione anche a Little Jacob e Real Badman dicendo che divide l'appartamento con diverse persone tra le quali due tizi giamaicani che non capisce (anche Niko Bellic aveva problemi a capire tali personaggi in GTA 4 a causa dei loro pronunciati accenti giamaicani). Non è noto il motivo per cui Tavell si sia trasferito a Liberty City, e anche se in alcuni post dice di lavorare come barista è probabile che egli in realtà svolga alcune attività criminali come il cugino Franklin. In un commento sulla sua pagina è possibile leggere un post della zia di Franklin, Denise, in cui quest'ultima chiede a Tavell di tentare di convincere suo cugino a trasferirsi anche lui a Liberty City.

### Bruce Kibbutz
Altro personaggio già comparso in GTA 4, non compare fisicamente nel gioco ma è possibile visitare il suo sito web nel quale questo personaggio, fissato con la palestra e gli esercizi ginnici, vende steroidi tra i quali il "testosterone di squalo tigre". 
GTA Online
Nel gioco online è possibile chiamarlo con il cellulare per comperare i suoi steroidi e farseli consegnare, diventando temporaneamente immuni alla maggior parte dei danni che si subiscono durante il gioco.
In seguito diventerà il personal trainer di Tao Cheng.
È doppiato da Timothy Adams.

### Niko Bellic (apparizione non fisica)
Pur non comparendo fisicamente nel gioco, spesso si sente parlare di lui. Niko Bellic è il protagonista del precedente capitolo, GTA IV. Attualmente, sembra però aver abbandonato il mondo della criminalità visto che nessuno sa bene che fine abbia fatto. 
Lester dice che un tempo c'era un tipo dell'est Europa (ovvio riferimento a Niko) che si muoveva bene a Liberty City, ma che è scomparso. 
Packie invece in una missione dirà che probabilmente è morto, non avendo più avuto sue notizie da molto tempo. 
Tuttavia all'interno del gioco è presente un easter egg riguardante Niko: si vedrà più volte il figlio di Michael consultare il profilo di Niko Bellic su LifeInvader. Sul suo profilo LifeInvader scopriamo che Niko lavora per la compagnia di taxi di suo cugino Roman, il quale compare anch'egli sulla pagina LifeInvader di Niko figurando tra i suoi amici. Si può leggere che attualmente Niko abita a Broker, sempre a Liberty City, e molto probabilmente si è ritirato dal giro della criminalità per vivere da normale civile. Tuttavia ciò rimane comunque incerto in quanto su GTA 5 online in Blaine County sono presenti diversi volantini con la faccia di Niko Bellic e la scritta "Wanted" ovvero "Ricercato".

## Personaggi esclusivi di GTA Online
Oltre a vari personaggi della storia principale che tornano con ruoli primari o di contorno (come Lamar Davis, Lester Crest, Trevor Philips, Tao Cheng, Simeon Yetarian, Martin Madrazo e molti altri), nella modalità online del gioco vengono introdotti anche numerosi nuovi personaggi, tra nuovi datori di lavoro, nuovi nemici e nuovi personaggi minori.

### Gerald
Amico e compagno di gang di Lamar Davis, sarà il primo datore di lavoro del protagonista di GTA Online appena arrivato a Los Santos, venendogli presentato proprio da Lamar.
Gerald è uno spacciatore, ingaggerà spesso il giocatore per rubare droga a gang rivali come i Vagos e i Lost MC.
È doppiato da Douglas Powell Ward.

### Agente 14
Un agente corrotto dell'IAA, che nel 2013 partecipa all'evasione di Rashkovsky e all'operazione ai laboratori Humane. E'un uomo senza scrupoli e gode all'idea di usare un aereo militare per bombardare orfanotrofi. 
Assiste il Personaggio Online nella gestione del suo bunker di produzione di armi. Nel 2018 viene rapito dall'esercito di Avon Hertz, che intende interrogarlo e ucciderlo. Viene liberato dal Personaggio Online. L'Agente 14 aiuterà a sua volta il Personaggio a far fuggire dallo stato l'agente ULP.
Al termine dell'operazione di sgombero della base nucleare del Chilliad è a rischio licenziamento e arresto, in quanto è stato lui a riassumere Avon Hertz.
È doppiato da Ryan Farrell.

### Maxim Rashkovsky
Ricercatore russo coproprietario dei Laboratori Humane. Arrestato nel 2013 con l'accusa di spionaggio, stringe un accordo segreto con l'IAA, che gli garantisce la libertà in cambio di informazioni sullo sviluppo di una neurotossina ai Laboratori Humane. 
Verrà fatto evadere da Bolingbroke dal Personaggio Online e lascerà gli Stati Uniti per non tornare mai.
È doppiato da William Popp.

### Avon Hertz
Ex Agente dell'IAA, che ha lasciato la carriera da federale per dedicarsi al mondo informatico. Uomo malvagio e senza scrupoli, non si ferma davanti a nulla pur di ottenere ciò che desidera: il dominio del mondo.
Inizialmente finge di indagare su un attacco russo all'IAA, di cui è il vero responsabile. Infatti, ha architettato tutto per convincere il governo ad attaccare il sottomarino di Bogdan, comandante russo che aveva intuito i suoi piani. Preso il controllo del sottomarino, Avon sguinzaglia il suo esercito di cloni in tutta San Andreas e conquista la base nucleare di Monte Chilliad.
Per fare ciò ha sviluppato un'intelligenza artificiale autocosciente, Cliffford, che utilizza per violare i sistemi di sicurezza informatici.
Viene ucciso dal Personaggio Online mentre fugge dal Chilliad.
Il suo più grande punto debole sono il suo egocentrismo e la sua arroganza: è convinto che nessuno possa fermarlo e sottovaluta le abilità informatiche di Lester Crest, che riesce a violare il suo sistema di sicurezza e far entrare il Personaggio nella base.
È doppiato da Sean McGrath, il personaggio inoltre sembra essere una chiara parodia di Elon Musk.

### Cliffford
L'intelligenza artificiale sviluppata da Avon. Ha raggiunto in qualche modo un certo grado di autocoscienza, probabilmente imitando il carattere del suo creatore. È infatti spocchioso ed arrogante. È in possesso dei dati su tutti i cittadini di San Andreas, in quanto ha violato un database NOOSE (La SWAT del gioco). È lui che ha il vero controllo del sistema di lancio, in quanto inizia a prendere le distanze dal suo creatore, che, pur amando, considera "soltanto un umano".
Verrà distrutto dal Personaggio Online, sebbene Lester tema che possano esserci altre copie di Cliffford salvate su qualche server nascosto, suggerendo un possibile ritorno in una prossima espansione del gioco.
Il suo doppiatore è sconosciuto.

### Phoenicia Rackman
È un agente sotto copertura dell'IAA, incaricata di seguire il caso Bogdan prima, e il caso Hertz in seguito. Molto seria sul lavoro, a differenza di ULP e 14, tende ad essere molto autoritaria. Lei, insieme a Lester, è la vera mente dell'operazione a difesa di San Andreas. Pur essendo molto dura nei confronti dei suoi sottoposti, si rivela protettiva nei loro confronti, in quanto ordina al Personaggio di dare la priorità assoluta al salvataggio di 14 e ULP, tenuti in ostaggio.
Al termine dell'operazione dice di voler procedere al licenziamento dell'Agente 14.
Ama molto i gatti, infatti il suo computer è pieno di foto di questi animali.
È doppiata da Inga Ballard.

### Bogdan
È un guerrafondaio russo a capo di un folto gruppo di mercenari, ha come quartier generale un sottomarino chiamato Ramius.
Viene dipinto come un pericoloso terrorista da Avon Hertz, che infatti ingaggerà il giocatore e i suoi soci per ucciderlo, ma successivamente si scoprirà una realtà ben diversa riguardante le intenzioni del guerrafondaio.
È doppiato da Vyto Ruginis.

### Tony Prince
Noto anche come Gay Tony, è proprietario di una catena di Night Club a Liberty City. A fine 2018 decide di espandersi anche a Los Santos e si mette in affari con il Personaggio Online e con Lazlow Jones. La sua priorità è il mantenimento della popolarità dei suoi locali in quanto, nonostante questi siano intestati al Personaggio, egli riceve una parte dei guadagni; pressa dunque spesso il Personaggio, chiedendogli di organizzare campagne pubblicitarie di vario genere. Il nightclub inoltre è una copertura per il suo business più grande: lo spaccio di stupefacenti, di armi, di oggetti d'arte rubati e soldi falsi.
Assumerà alcuni DJ (DJ esistenti nella vita reale, che hanno firmato un contratto con la casa produttrice del gioco per far inserire loro e la loro musica nell'espansione) per aumentare la popolarità del Club, ma il risultato finale dipenderà dal giocatore. Inoltre è già comparso su una delle due espansioni di GTA IV: The Ballad Of Gay Tony, dove ha affidato delle missioni al protagonista Luis Fernando Lopez.
È doppiato da David Kenner.

### Scott Storch
Viene ospitato da Strickler alla sua festa in spiaggia a Cayo Perico. È doppiato da se stesso.

### Moodymann
Il DJ di Detroit appare per la prima volta nel locale "Music Locker" sotto il Diamond Casinò e alcune sue canzoni vengono suonate nel locale.
Tempo dopo si presenta assieme alla fidanzata Sessanta al raduno di auto LS Car Meet, dove conoscerà il protagonista: quest'ultimo, se deciderà di acquistare un negozio di auto, diventerà socio in affari del DJ e di Sessanta.
Usando il negozio di auto come copertura, Moodymann per conto del protagonista troverà clienti che paghino bene per dei lavori illegali.
È doppiato da se stesso.

### Sessanta
È la fidanzata di Moodymann, una meccanica esperta di auto. La donna è a capo dell'officina del negozio di auto acquistabile dal giocatore; inoltre, è molto brava ad organizzare e fornire attrezzature per le attività illegali svolte assieme al fidanzato ed al protagonista.
È doppiata da Emana Rachele.

### Dr. Dre
Durante un viaggio a Los Santos assieme a DJ Pooh e Jimmy Iovine, decide di partecipare ad una festa in spiaggia sull'isola di Cayo Perico ma proprio mentre si trova all'aeroporto di Los Santos viene informato che qualcuno ha rubato il suo smartphone a casa Iovine, quindi Dre decide di annullare il viaggio e di mettersi sulle tracce del suo cellulare, poiché contiene anche dei suoi brani musicali ancora inediti e che devono rimanere tali fino alla data di uscita.
Tempo dopo, la questione del cellulare rubato è ancora aperta, Dre decide quindi di affidarsi all'agenzia F. Clinton & Partner, di proprietà di Franklin Clinton, il protagonista e Lamar Davis, che si incaricano di risolvere problemi ai VIP.
Tempo dopo scoprirà che il telefono è stato rubato da tale Jonathan "Johnny Guns" Henderson, un produttore discografico che ce l'ha con Dre dagli anni '90 per delle royalties non pagate.
Nonostante Henderson abbia venduto le copie dei brani già a tre clienti, la F. Clinton & Partner riesce a recuperare tutte le copie pirata ed a riprendere lo smartphone di Dre: ciò renderà Dr. Dre grato al protagonista e i suoi soci, tanto che li autorizzerà a venire a trovarlo al suo studio di registrazione di Los Santos, il "Record A Studio", quando vogliono.
È doppiato da se stesso.

### DJ Pooh
Producer musicale e grande amico di Dr. Dre e Jimmy Iovine, è in viaggio a Los Santos con i suoi amici e colleghi per produrre musica al Record A Studio; cercherà inoltre di aiutare Dre con la questione del cellulare rubato.
È doppiato da se stesso.

### Yusuf Amir
Già apparso in Grand Theft Auto IV: The Ballad of Gay Tony, Yusuf è un eccentrico multimiliardario erede della famiglia Amir, famosi e ricchissimi imprenditori edili. Come già visto in The Ballad of Gay Tony, Yusuf ama vivere nel lusso e circondarsi di belle donne e di oggetti, macchine e persino armi completamente d'oro. Grazie alla ricchezza della sua famiglia può permettersi di comprare praticamente di tutto, ciononostante è sempre attratto da ciò che non è in vendita e spesso svolge segretamente attività criminali o illecite pur di appropriarsene (o per lo più incarica altri di svolgerle per lui, sotto lauto pagamento). In The Ballad of Gay Tony aveva chiesto a Luis Lopez di aiutarlo dapprima nel rubare un elicottero da guerra ancora non su mercato chiamato Buzzard, poi un carro blindato della polizia di Liberty City e infine un intero vagone della metropolitana. In GTA Online, invece, avrà richieste più "modeste" incaricando suo cugino Jamal di fornire al "personaggio online" un elenco di macchine rare e non in vendita che egli dovrà procurargli in cambio di un buon pagamento. Doppiato da Omid Djalili.